# Leone di Giuda

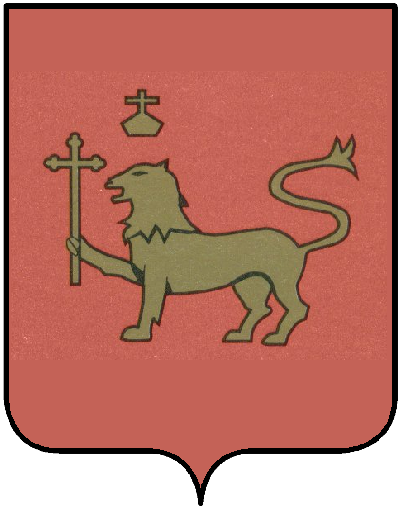
Leone di Giuda

Il Leone di Giuda è il simbolo della tribù ebraica di Giuda. Giuda, il quarto figlio di Giacobbe, è considerato il fondatore della tribù. Esso ha il suo riferimento nel libro della Genesi nella Bibbia. Secondo la tradizione ebraica, da questa tribù erano gli antenati del David, il secondo re del Regno Unito di Giuda e di Israele.
L'associazione tra Giuda e il leone può essere innanzitutto trovata nella benedizione di Giacobbe a Giuda di cui si legge nel Libro della Genesi. Sia il re Davide che Gesù discendono dalla tribù di Giuda, di cui il leone è simbolo. Il Leone di Giuda è anche un'espressione usata nell'Apocalisse per indicare il Messia.

## Nel giudaismo
Secondo la tradizione ebraica, l'iniziatore della tribù di Giuda era uno dei figli di Giacobbe, che venne chiamato Giuda (ebraico Yehuda), Giacobbe stesso che ha benedetto simbolicamente chiamandolo Giuda leone Gur Aryeh (in ebraico: גּוּר אַרְיֵה יְהוּדָה - "cucciolo di leone"), questa nozione ha la sua corrispondenza con il sole che sorge.
Come simbolo, il leone ha correlazione con l'oro e il sole che ha trovato espressione nelle culture dell'antichità e proseguendo nel Medioevo in poi. Re degli animali e possesso di forza, il leone è un simbolo di dignità e di vittoria, così come lotta perpetua e l'esaltazione della virilità dal momento che nel suo potere e la giustizia. Dio è come un leone della tribù di Giuda che è a sua volta come un leone. Attraverso il nome di "Ariel" (Leone di Dio), nella lingua e nella cultura degli Israeliti la città di Gerusalemme è associato al re Davide, che secondo la tradizione biblica apparteneva alla tribù di Giuda, di conseguenza, nel corso dei secoli, il Leone di Giuda è un simbolo di Gerusalemme e ha rappresentato le comunità ebraiche di Israele e quelli che vivono in altre parti del mondo.

### Nella storia ebraica

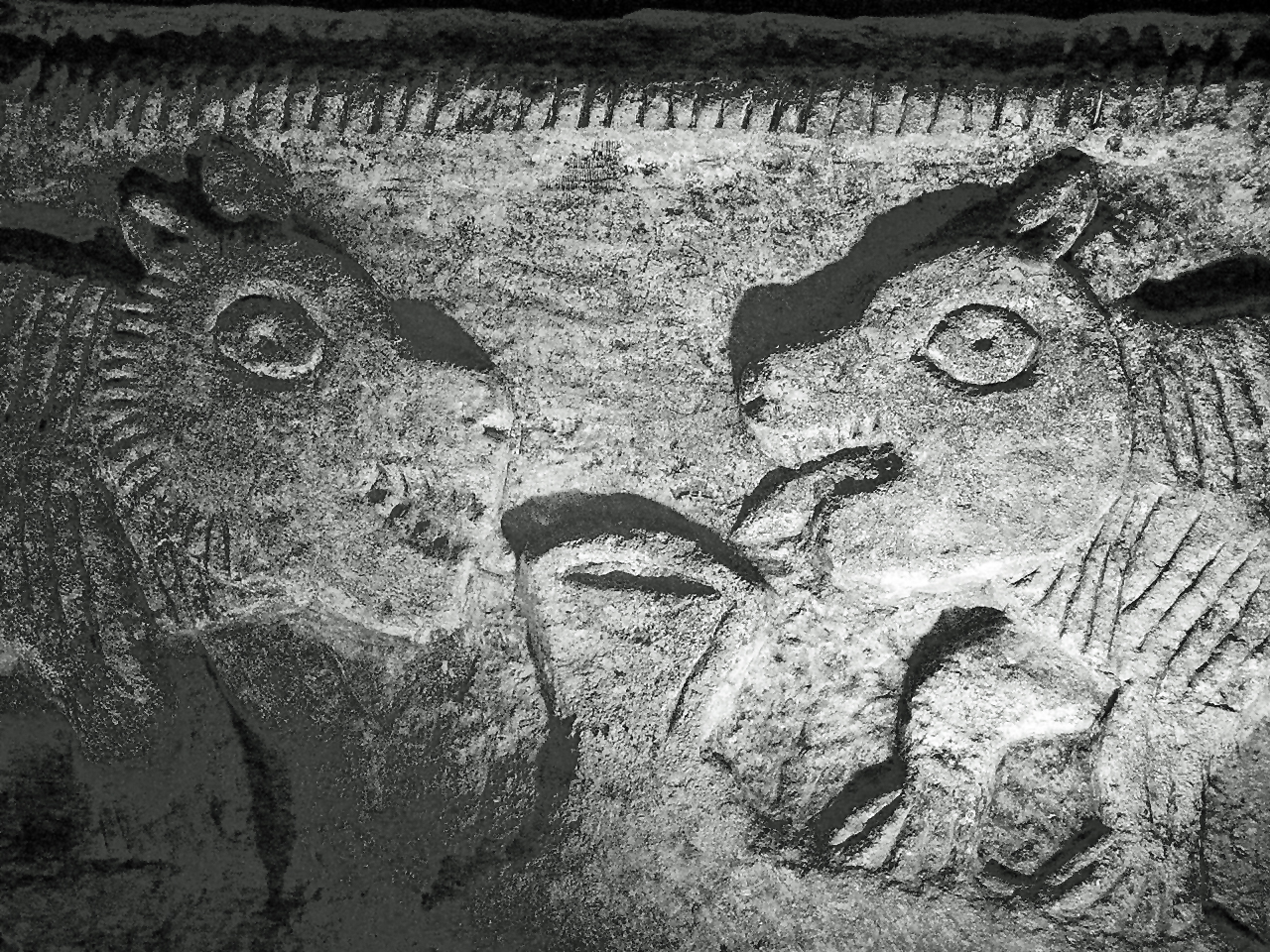
Leoni di Giuda. Motivi sarcofago di Beit Shearim, epoca ellenistica, 332-337 a.C.
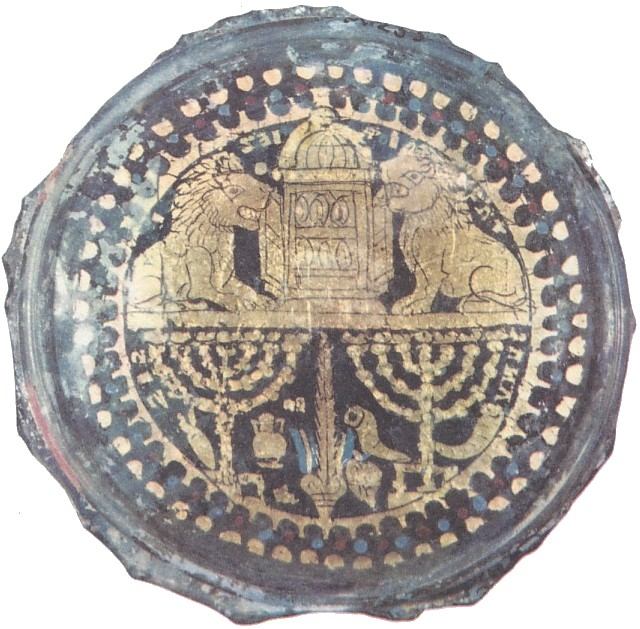
Leoni di Giuda e Israele, a guardia del Santo dei Santi. Vetro con foglia d'oro, giudaico-romana, II secolo EV
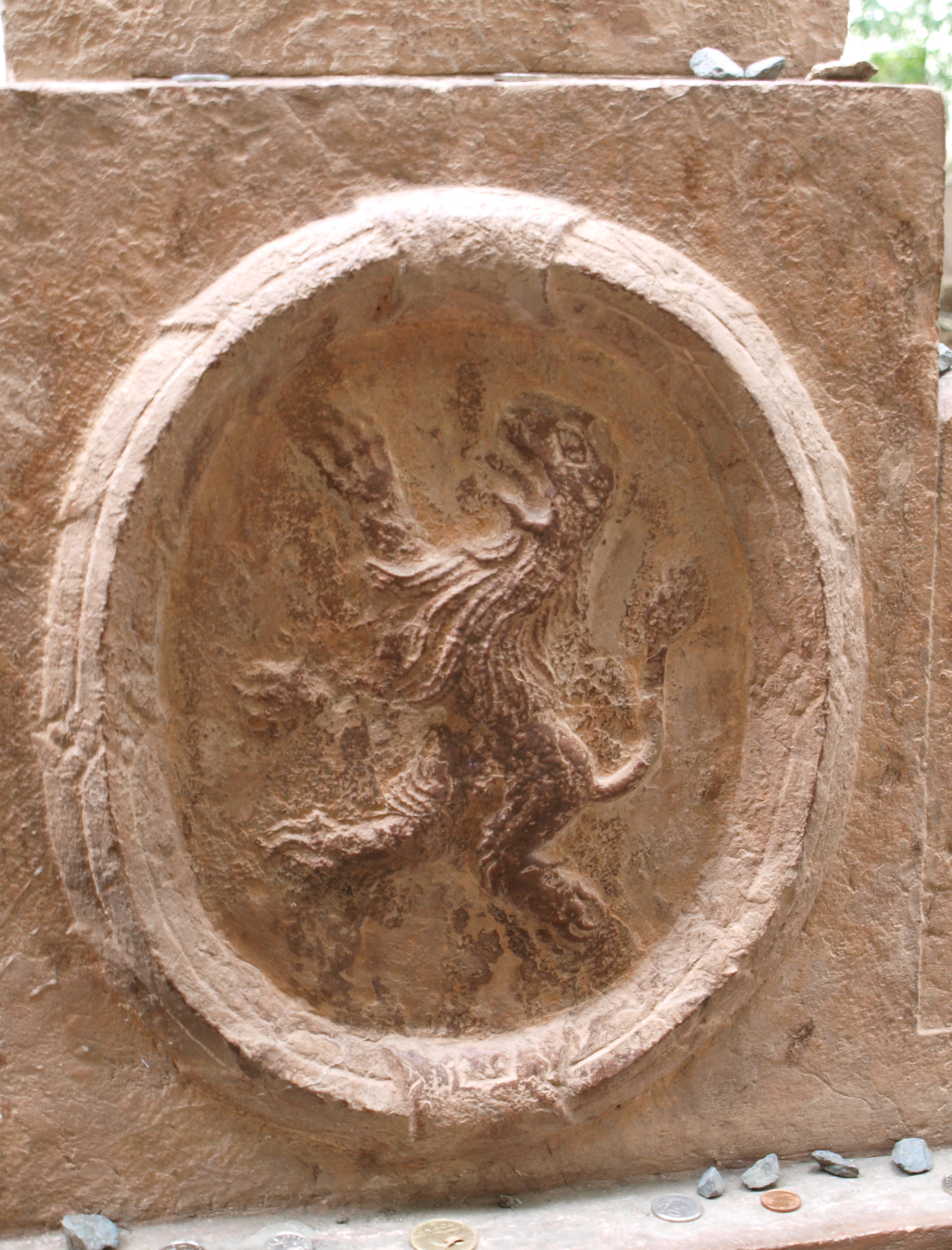
Rilievo con il Leone di Giuda, 1609. Tomba del Maharal di Praga. Il nome del rabbino in questione era "Giuda" e il suo nome non era altro che "Leone".
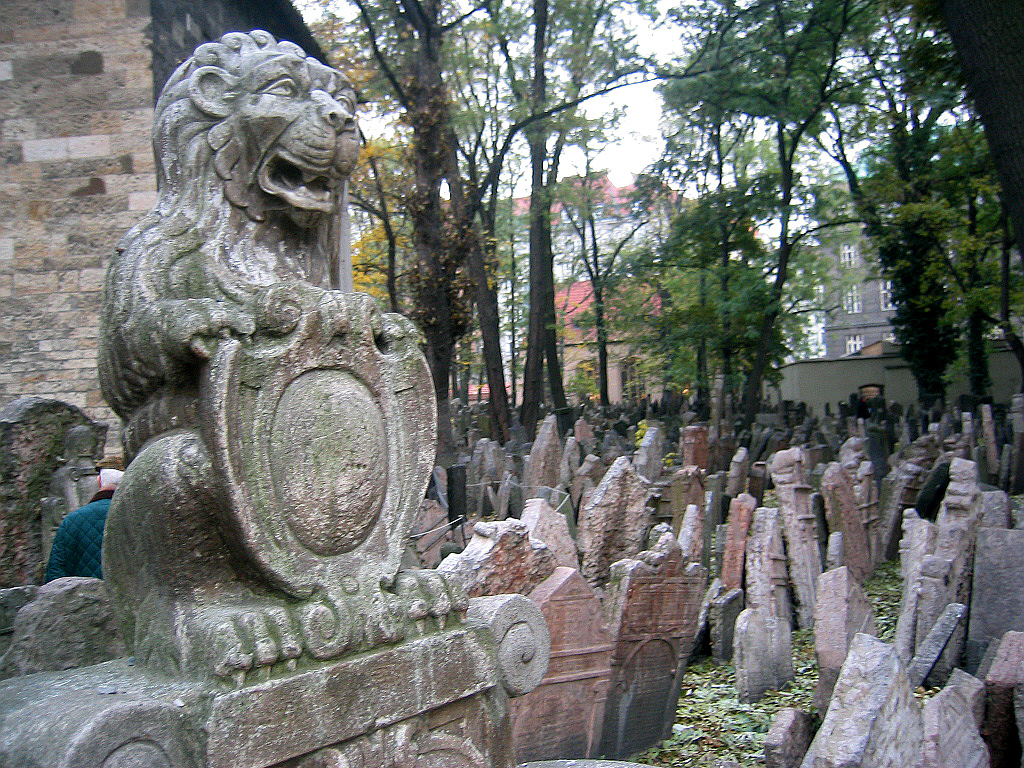
Guardian. Hendel Bashevia sepoltura. Il vecchio cimitero ebraico di Praga, secolo XVII
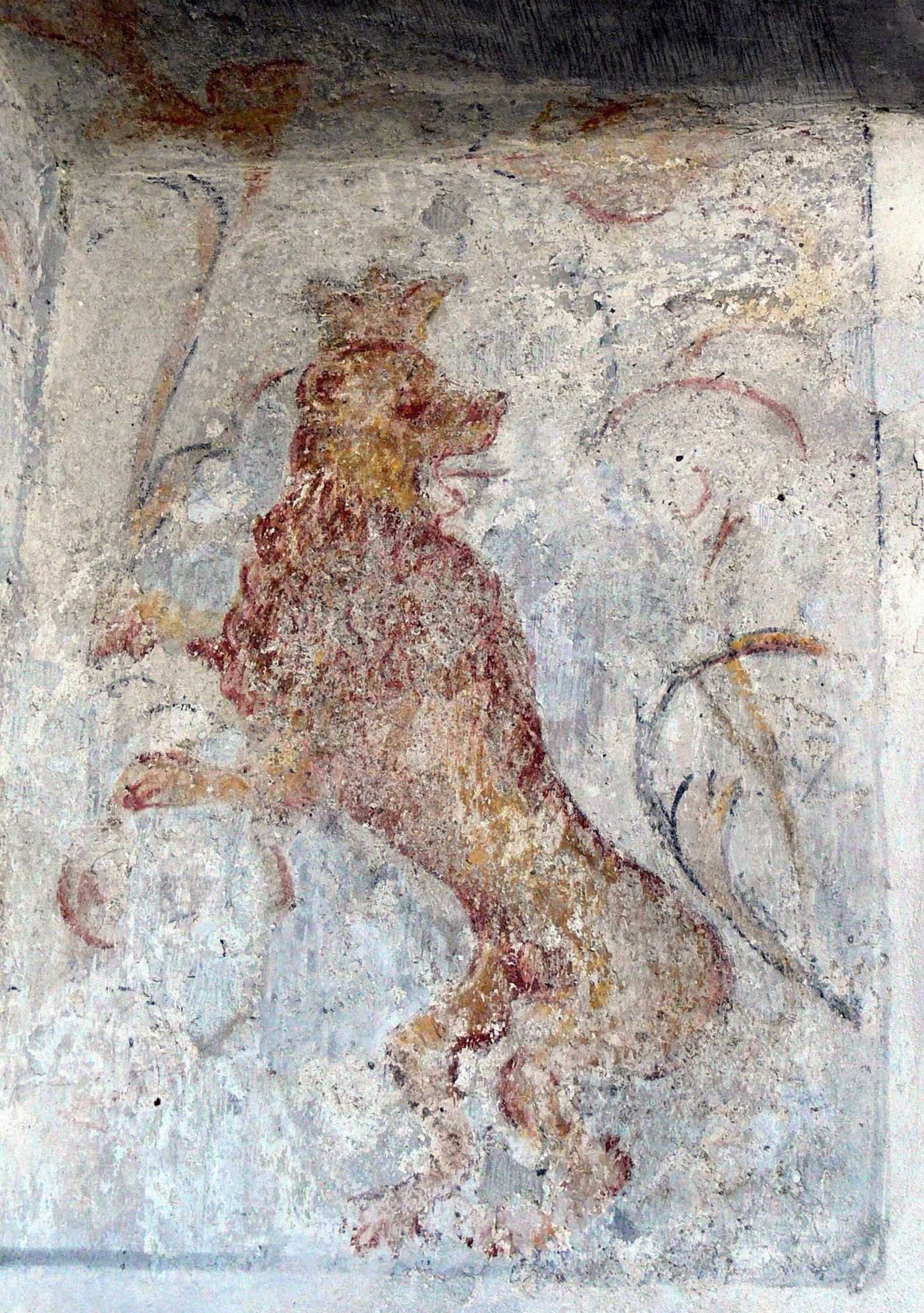
Leone di Giuda incoronato. Fresco e Arie Leib (figlio di Eljanana Gerusalemme), 1705-7. Nuova Sinagoga di Třebíč, Repubblica Ceca
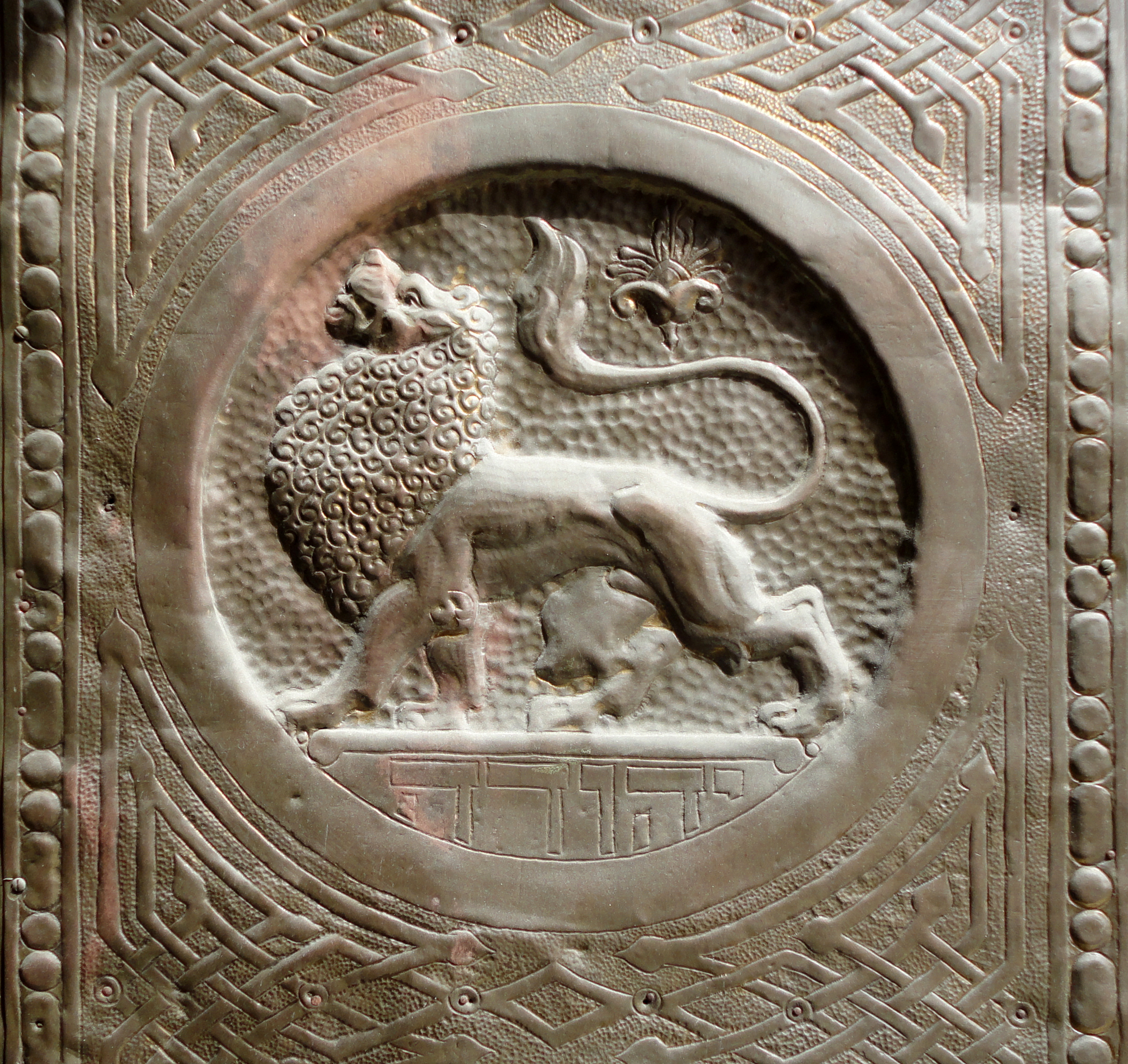
Simbolo in rilievo di Giuda, con iscrizione ebraica (יְהוּדָה), da Ze'ev Raban, 1925. Bikur Holim Ospedale acceso a Gerusalemme
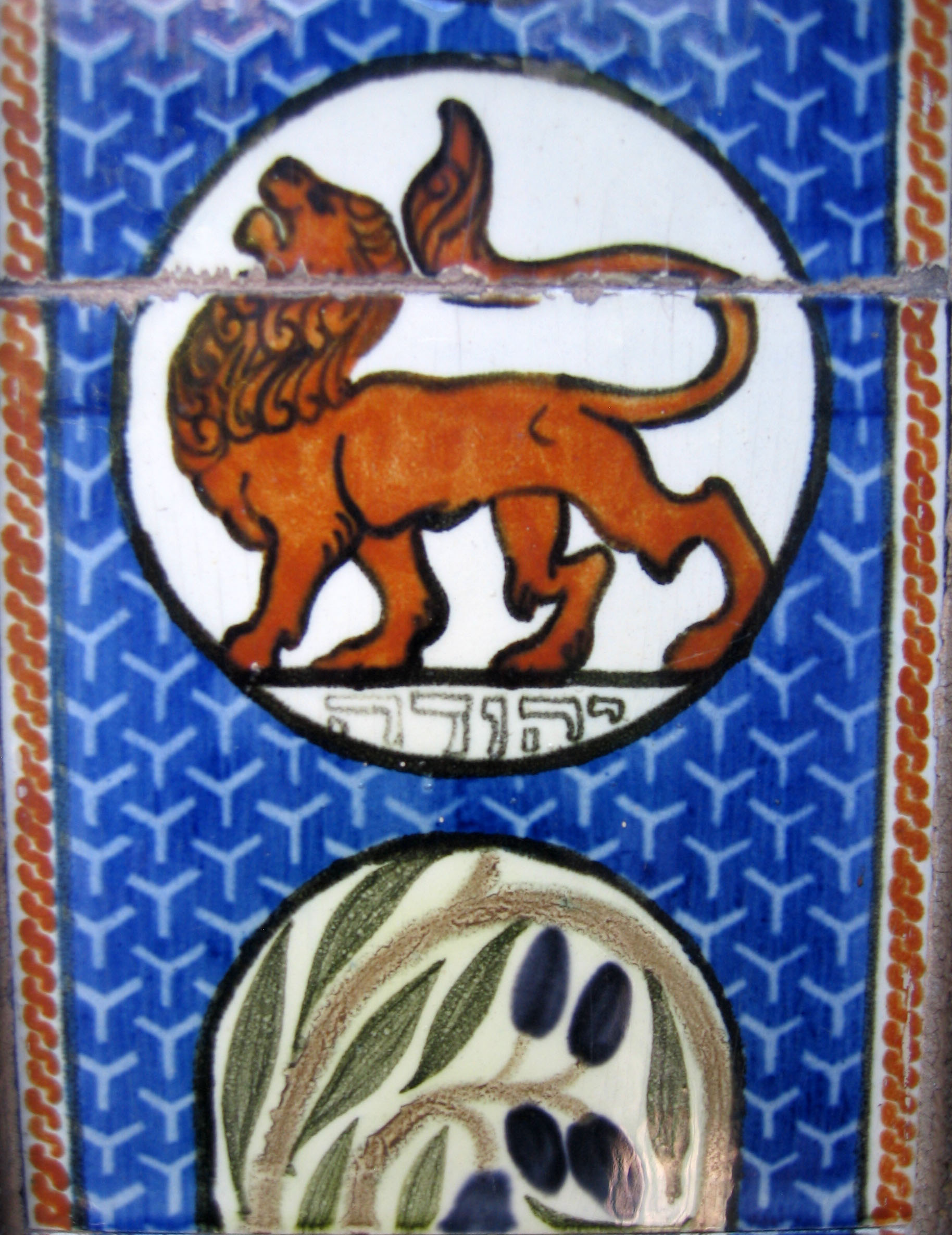
Medaglione identità. Leone di Giuda a Linden Bezalel, piastrelle in ceramica Zkenim Moshav Sinagoga, il design 1925
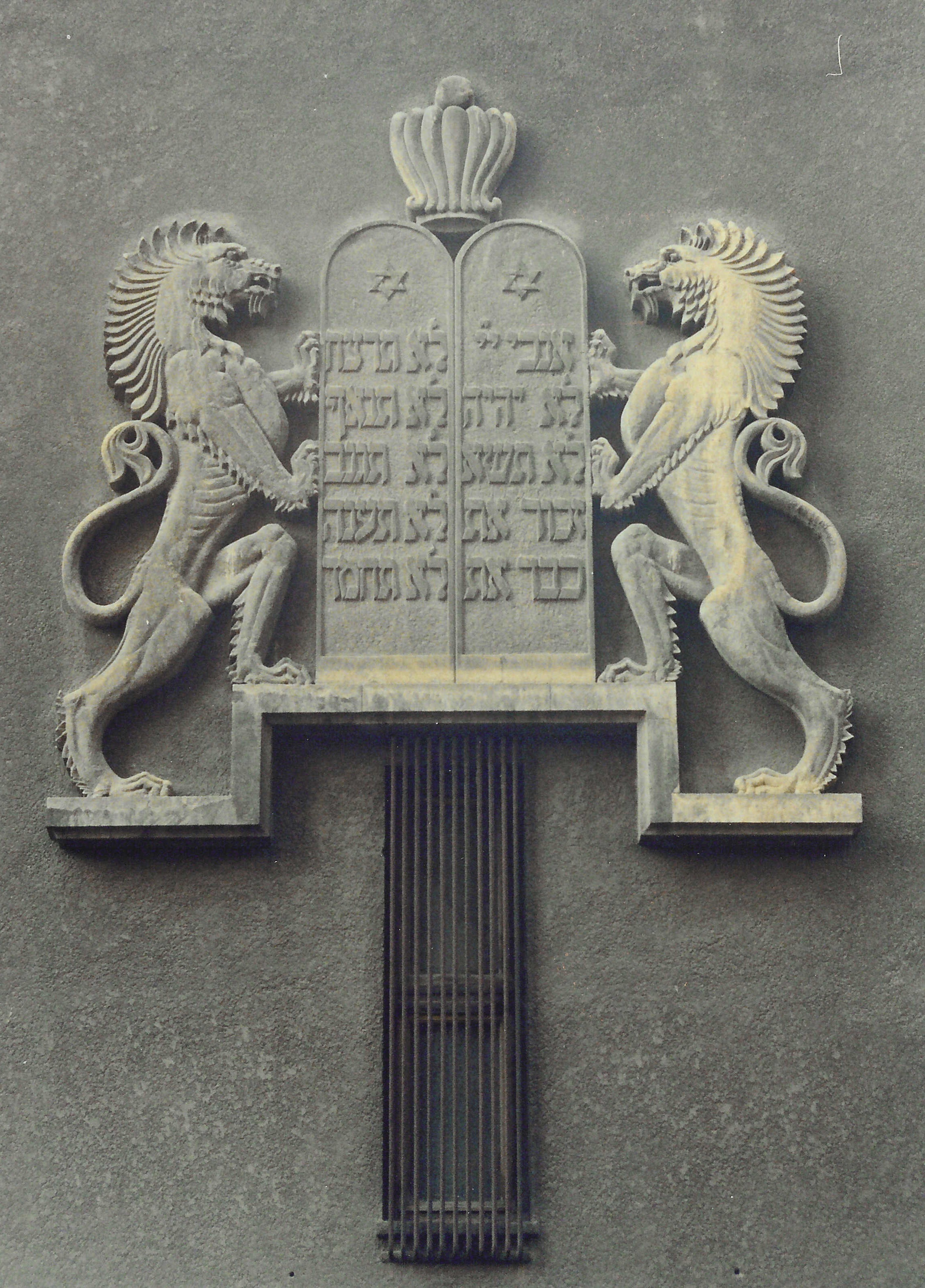
Rilievo con i Dieci Comandamenti, custodito da due leoni rampanti, simbolo di Giuda. Sinagoga Yeshua Tova, Bucarest, ca. 1927.
Gerusalemme bandiera ufficiale dal 1949
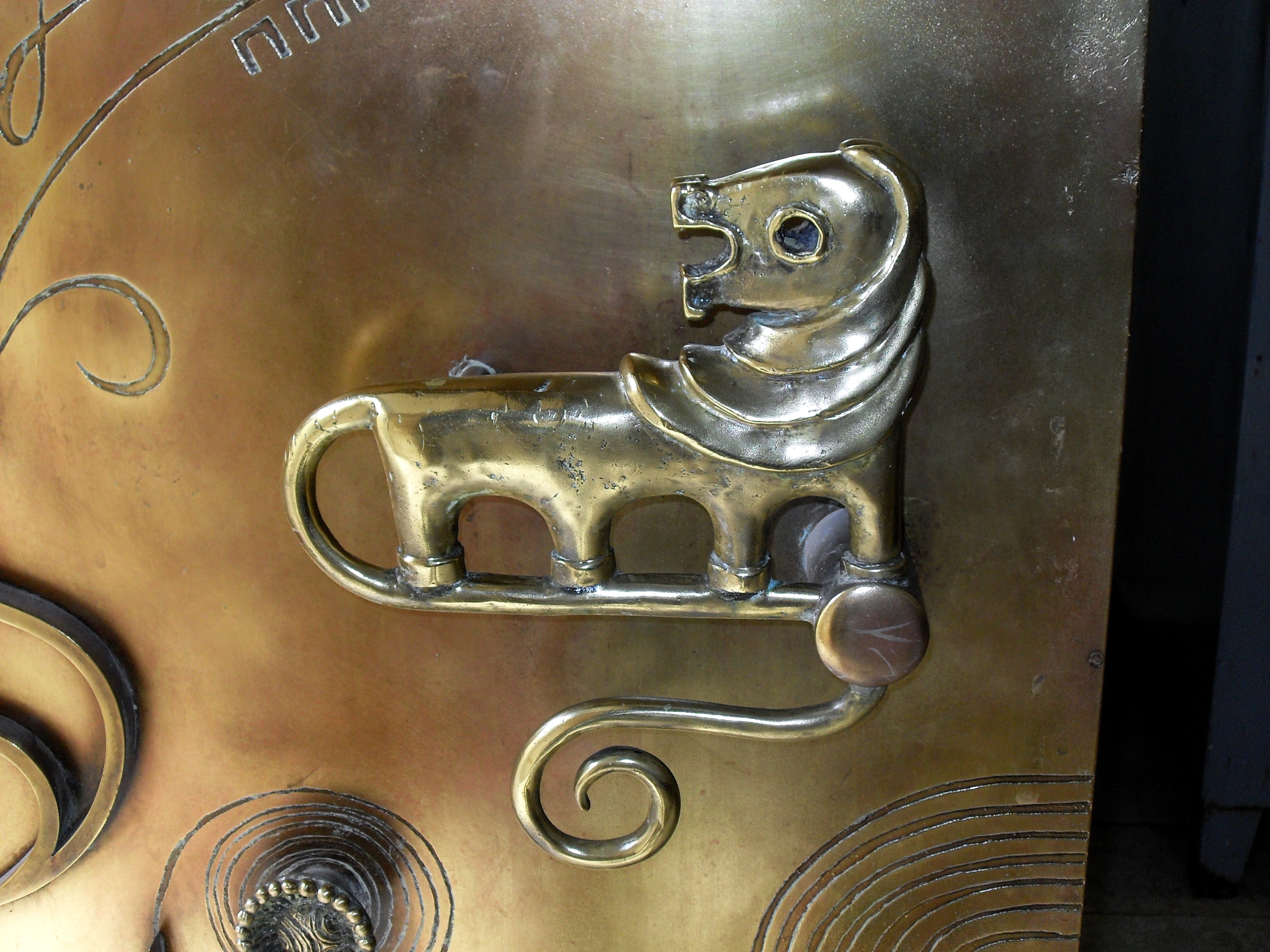
Maniglia Yochanan Ben-Zakai Sinagoga, a Gerusalemme, c. 1980.
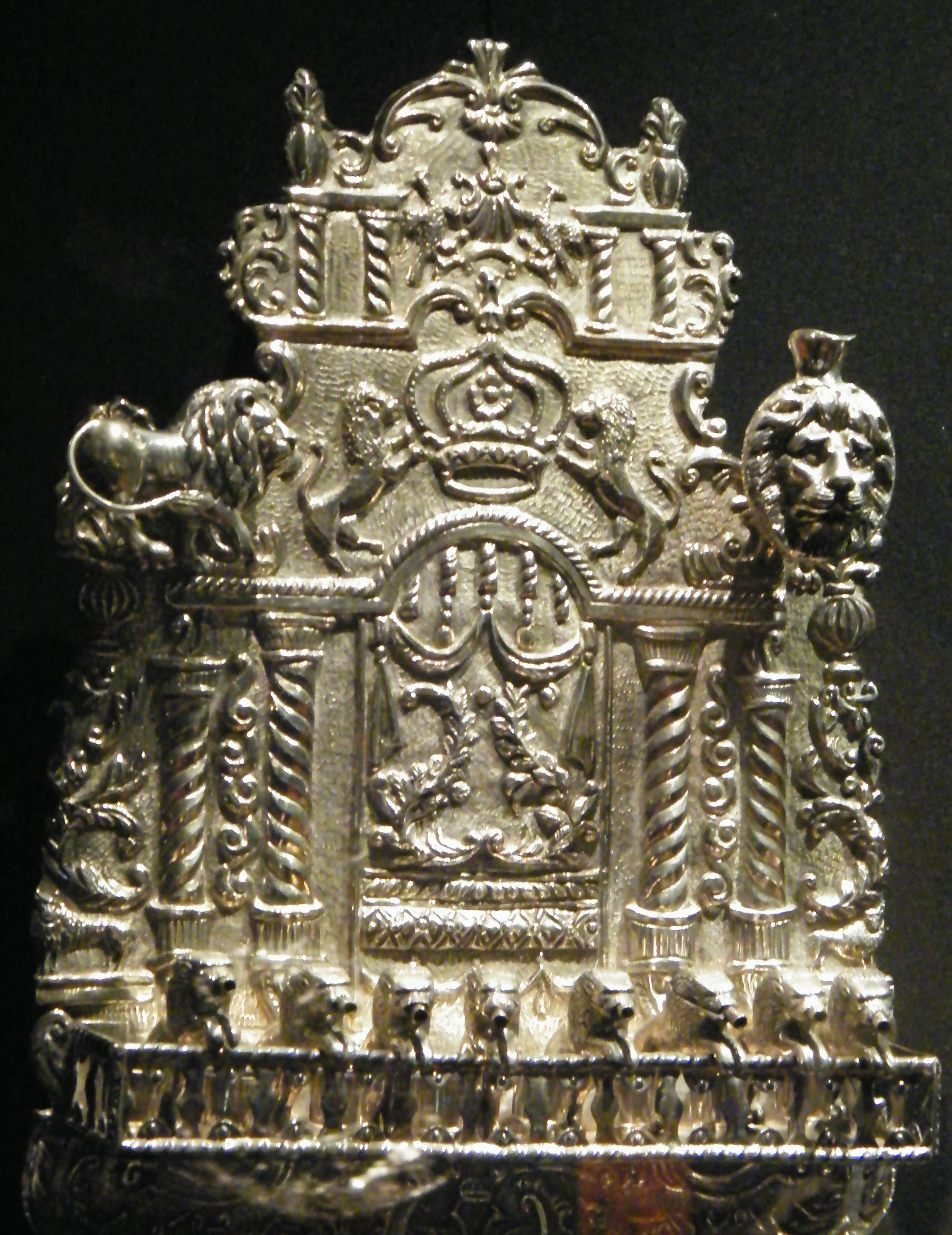
Menorah barocco con molteplici riferimenti al Leone di Giuda, Cuzco, Perù, XX secolo.
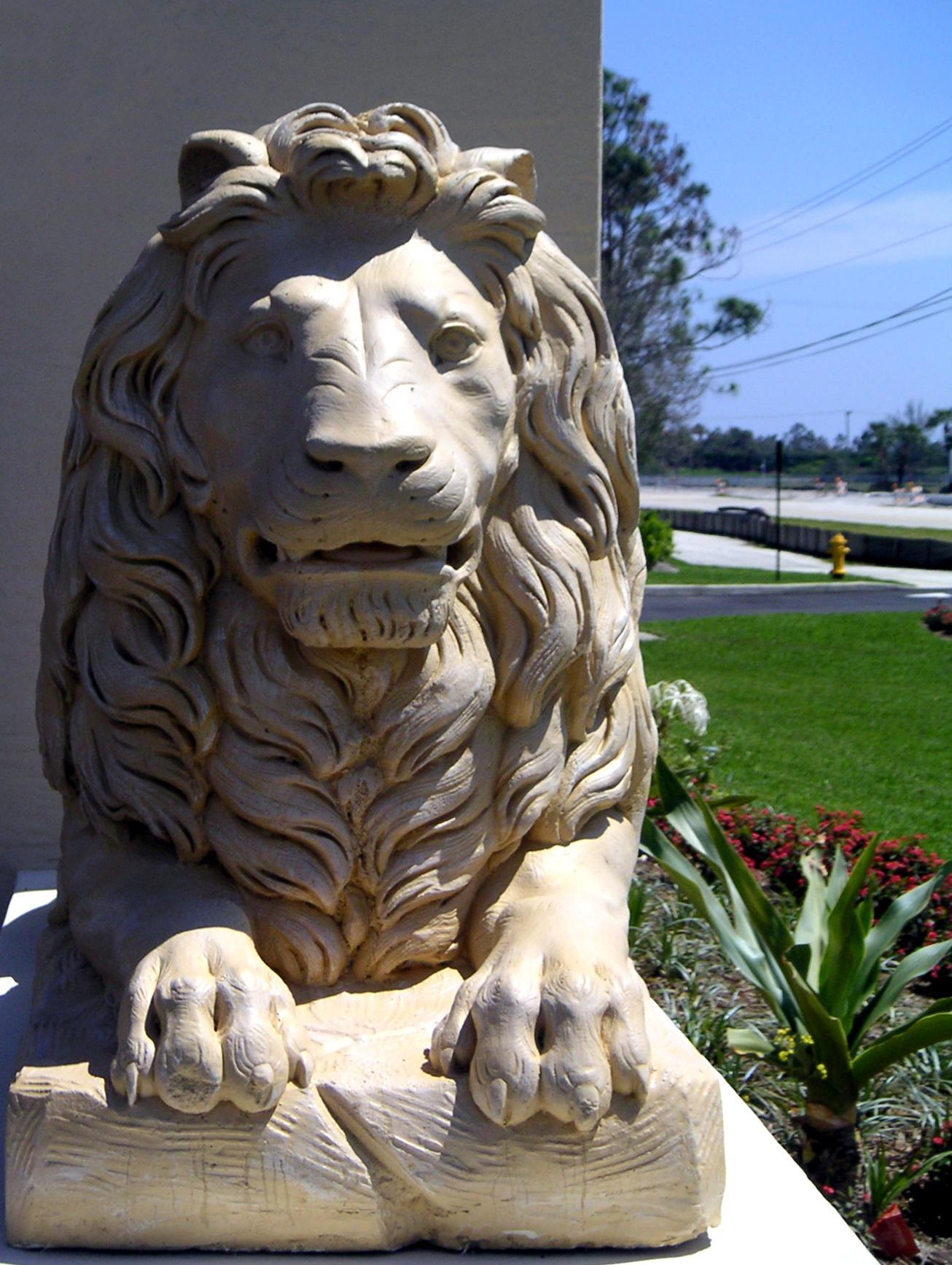
Guardian. Sinagoga in Florida, USA, 2005
Emblema di tribù, con iscrizione bilingue, 2007

## Nel cristianesimo

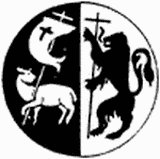
Cristo come l'Agnello di Dio e Leone di Giuda. Emblema della Comunità delle Beatitudini.

La tradizione cristiana usa il termine "Leone di Giuda" per rappresentare Gesù di Nazareth, quando era un membro della tribù di Giuda, e nel Nuovo Testamento essa è indicata come "appartenenza alla tribù di Davide". Espressione simile viene usata nell'Apocalisse di Giovanni per riferirsi a Gesù: "Allora uno degli anziani mi disse: 'Non piangere, perché il Leone della tribù di Giuda, il Germoglio di Davide, ha vinto per aprire il libro e i sette sigilli ".

## In Etiopia

Bandiera dell'Etiopia con il Leone di Giuda, 1897.

Bandiera imperiale di Haile Selassie d'Etiopia, con il Leone di Giuda, lo scettro croce e cinque stelle di David.

Il Leone di Giuda appare nelle tradizioni storiche d'Etiopia a partire dal testo del "Kebra Nagast" del V secolo d.C., secondo cui la monarchia etiope emerse dai discendenti della leggendaria regina di Saba e re Salomone, quando visitò il re d'Israele a Gerusalemme, attribuendo a entrambi la paternità del re etiope Menelik I, il leggendario fondatore del Regno di Axum nel IV secolo a.C., primo stato etiope. Essendo Salomone un membro della tribù di Giuda (come figlio del re Davide) anche Menelik poteva anche affermare di discendere da quella tribù.
La tradizione etiope inoltre afferma che la stirpe di Menelik è confluita direttamente o indirettamente nelle dinastie imperiali dell'Etiopia, la dinastia Zagwe e la dinastia Salomonica fino al XX secolo, quando l'imperatore Hailé Selassié venne rovesciato nel 1974. Cronache etiopi sostengono anche che ci furono immigrati ebraici dalla tribù di Dan e la tribù di Giuda, che si stabilirono in Etiopia al seguito della regina di Saba e che sarebbero gli antenati dei moderni ebrei Falasha. Questo spiega perché il Leone di Giuda simbolo ufficiale è apparso ampiamente in Etiopia nella monarchia imperiale, francobolli, bandiera, monete, ecc.

### Nel Movimento Rastafari
Nel Rastafarianesimo, il Leone di Giuda è una rappresentazione dell'imperatore Hailé Selassié d'Etiopia, incoronato imperatore il 2 novembre 1930, come il titolo imperiale di "Re dei re e Leone Conquistatore di Giuda". L'enorme venerazione dei Rastafariani per Hailé Selassié, unico monarca nero che governò uno stato indipendente, e il suo status come "profeta di liberazione" è stato alla base della scelta del movimento Rastafari di adottare il Leone di Giuda come proprio simbolo.
Per i rastafariani il leone di Giuda è il simbolo della genìa della terra d'Etiopia, da essi considerata la nazione più antica e immutata del mondo. Simbolo centrale nella cultura rastafariana ed etiope, viene citato in moltissimi testi di musicisti reggae come Bob Marley, Peter Tosh.

### Emblema d'Etiopia

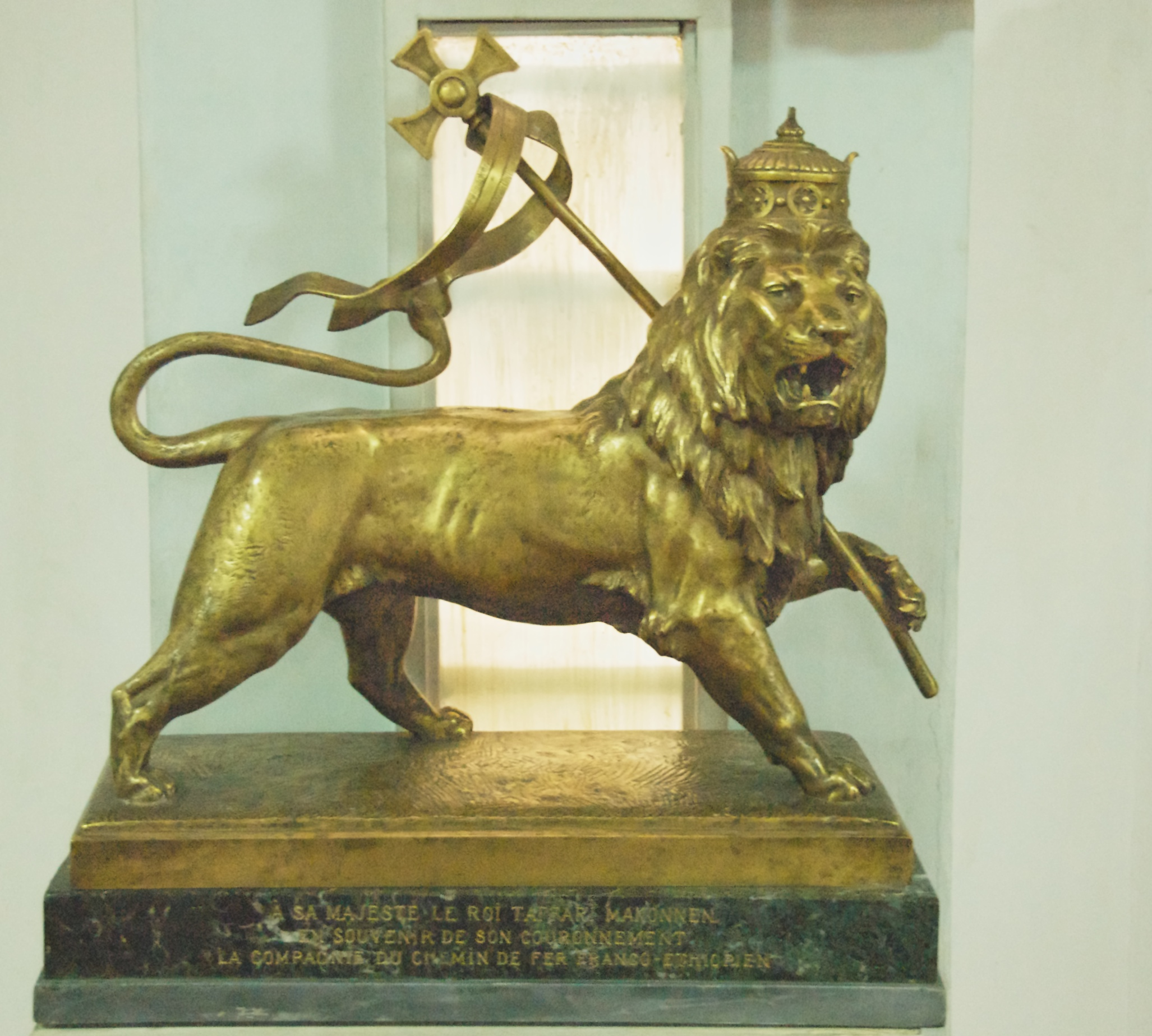
Scultura, 1930
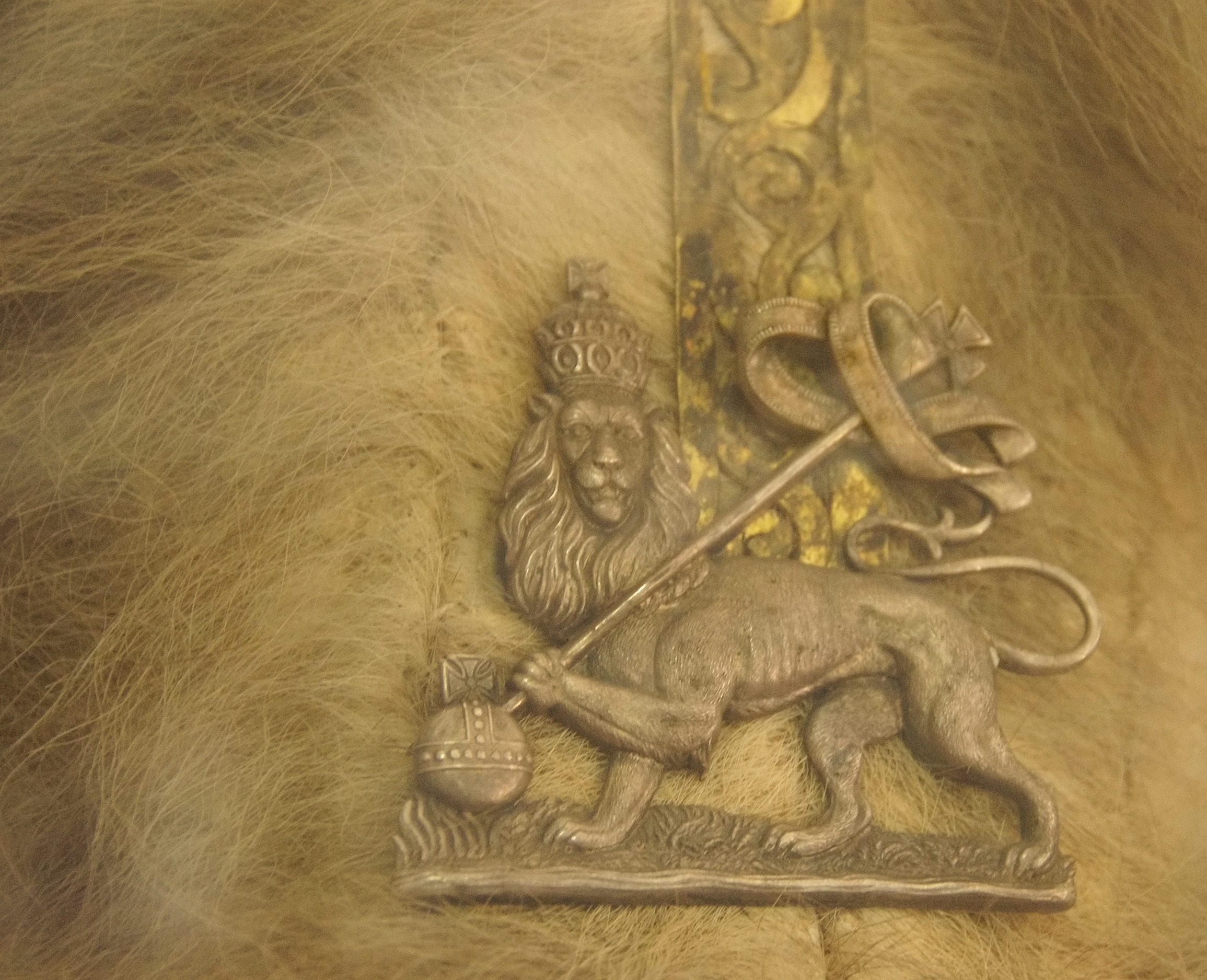
Decorazione bidimensionale, applicata su un'autentica testa di leone reale
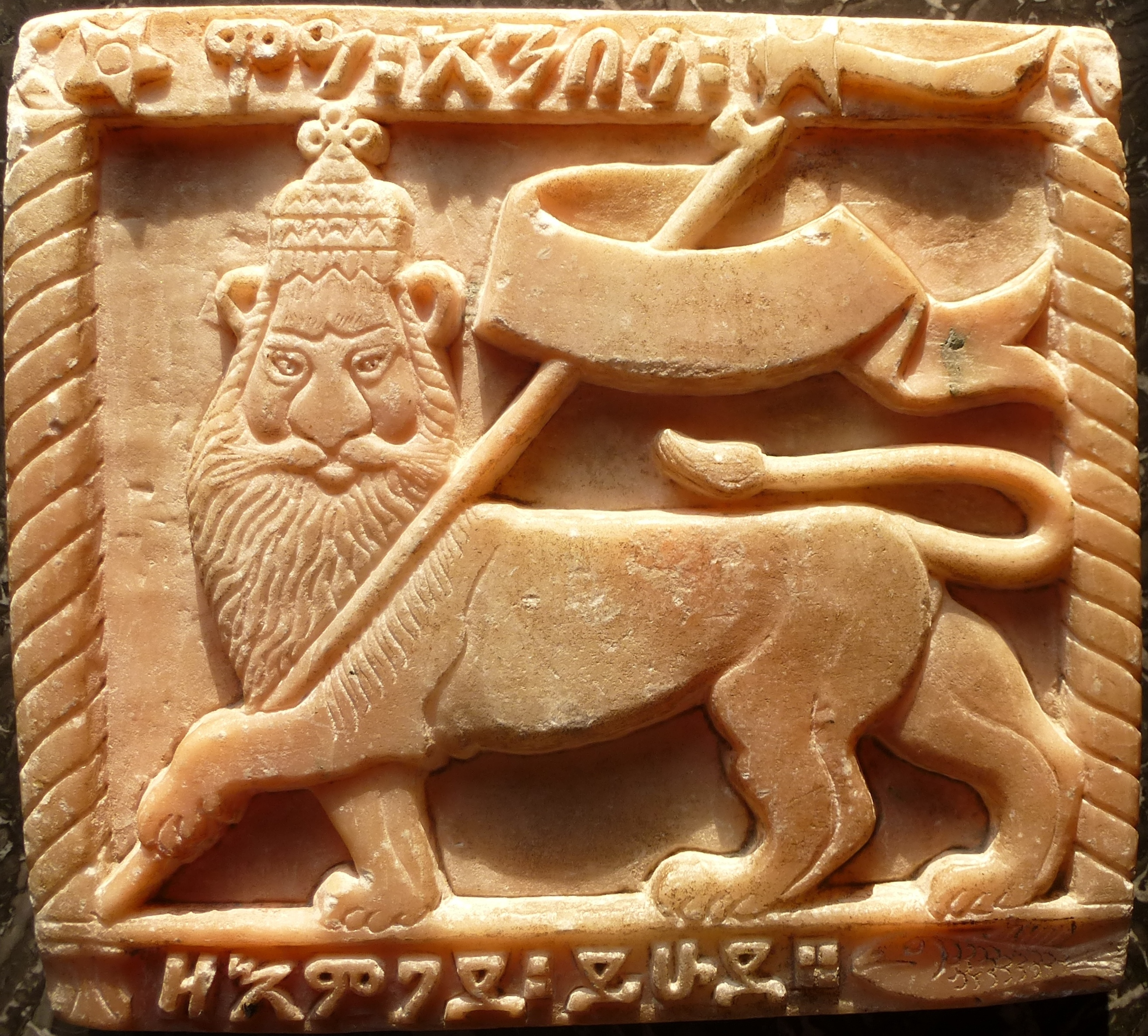
Rilievo
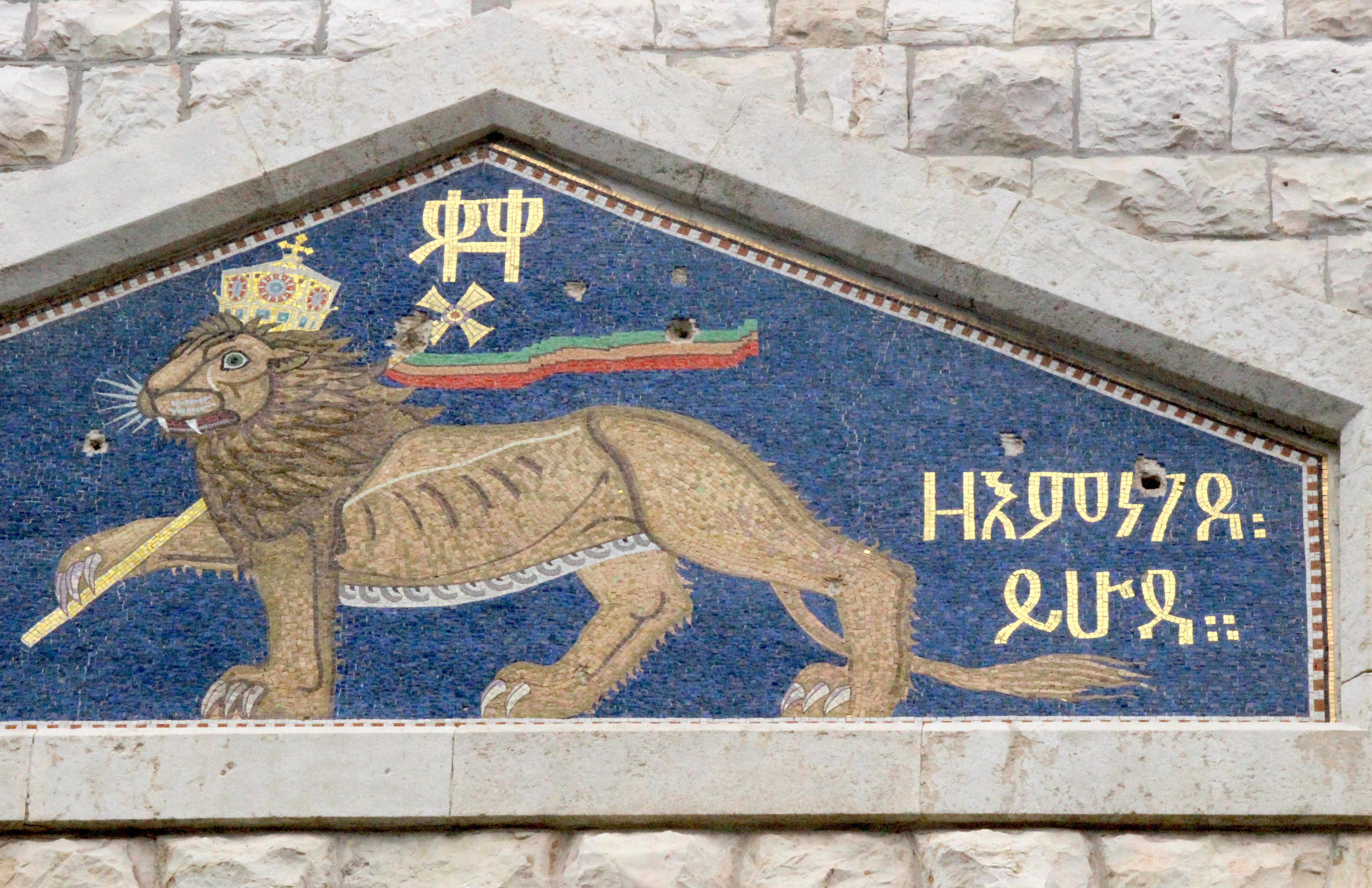
Mosaico del Consolato etiope a Gerusalemme. Iscrizione in Ge'ez, "Il leone di Giuda ha trionfato".
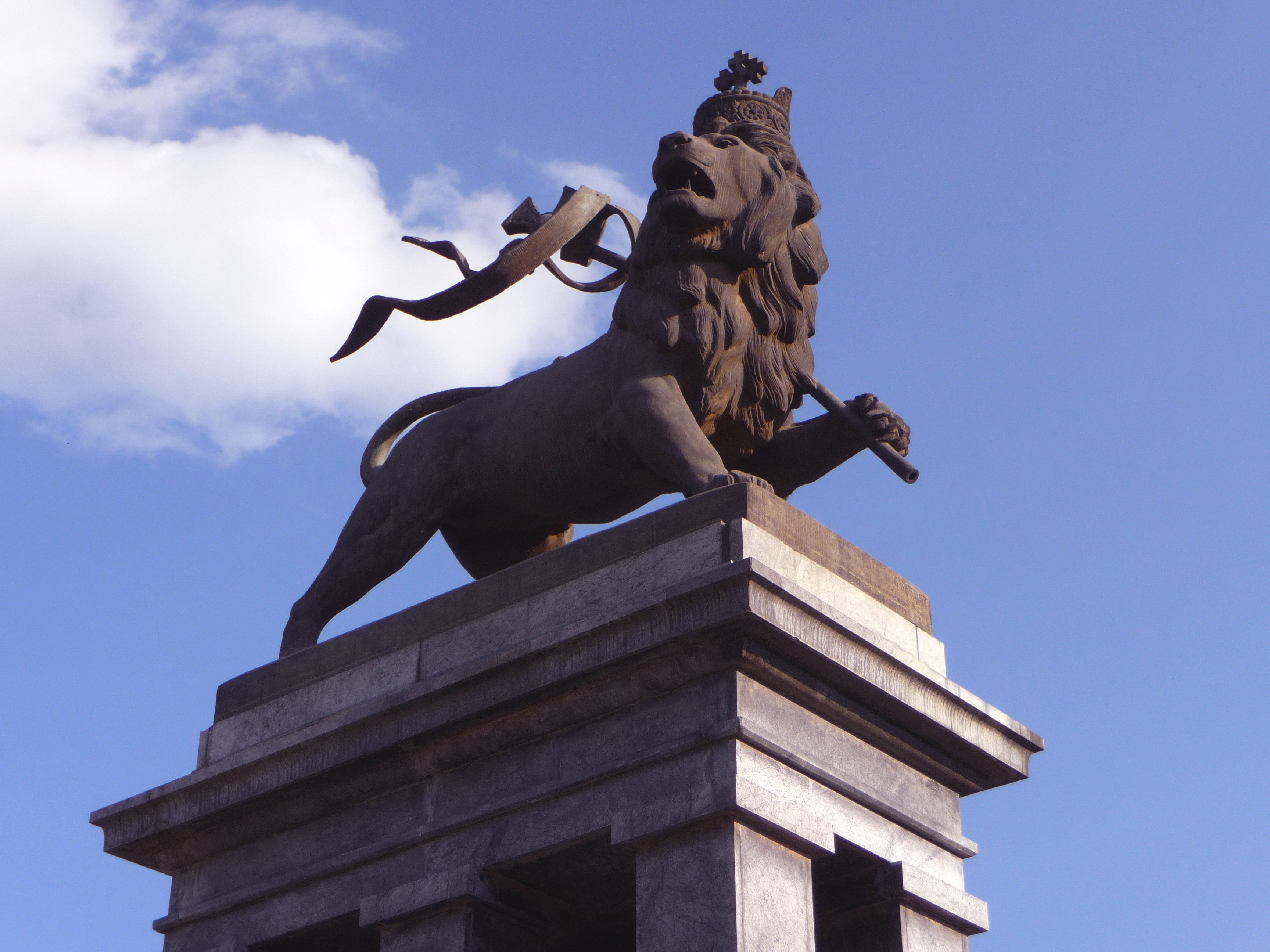
Monumento tradizionale ad Addis Abeba

### Nella storia dei gerosolimitani

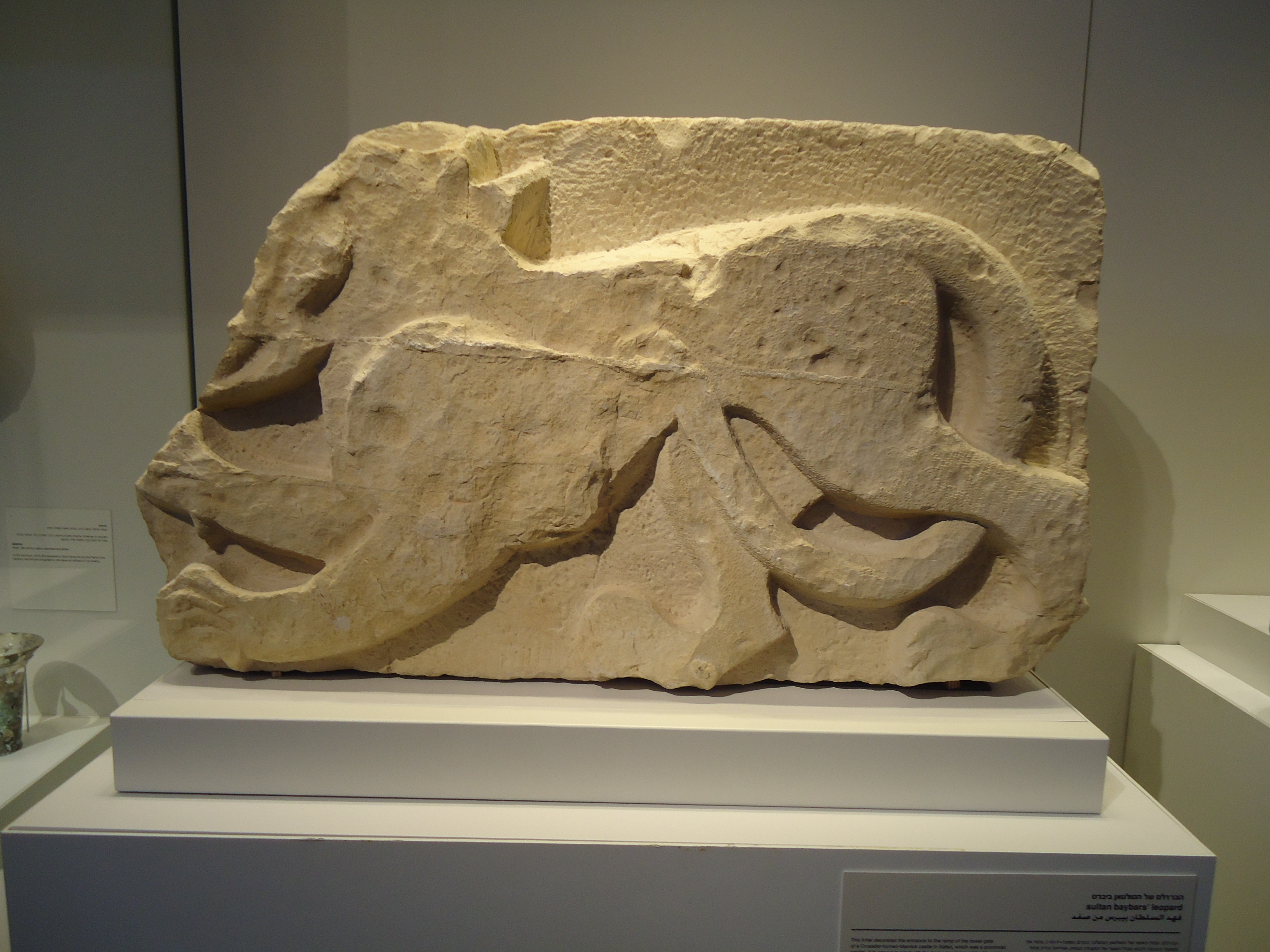
Rilievo nel Museo di Israele
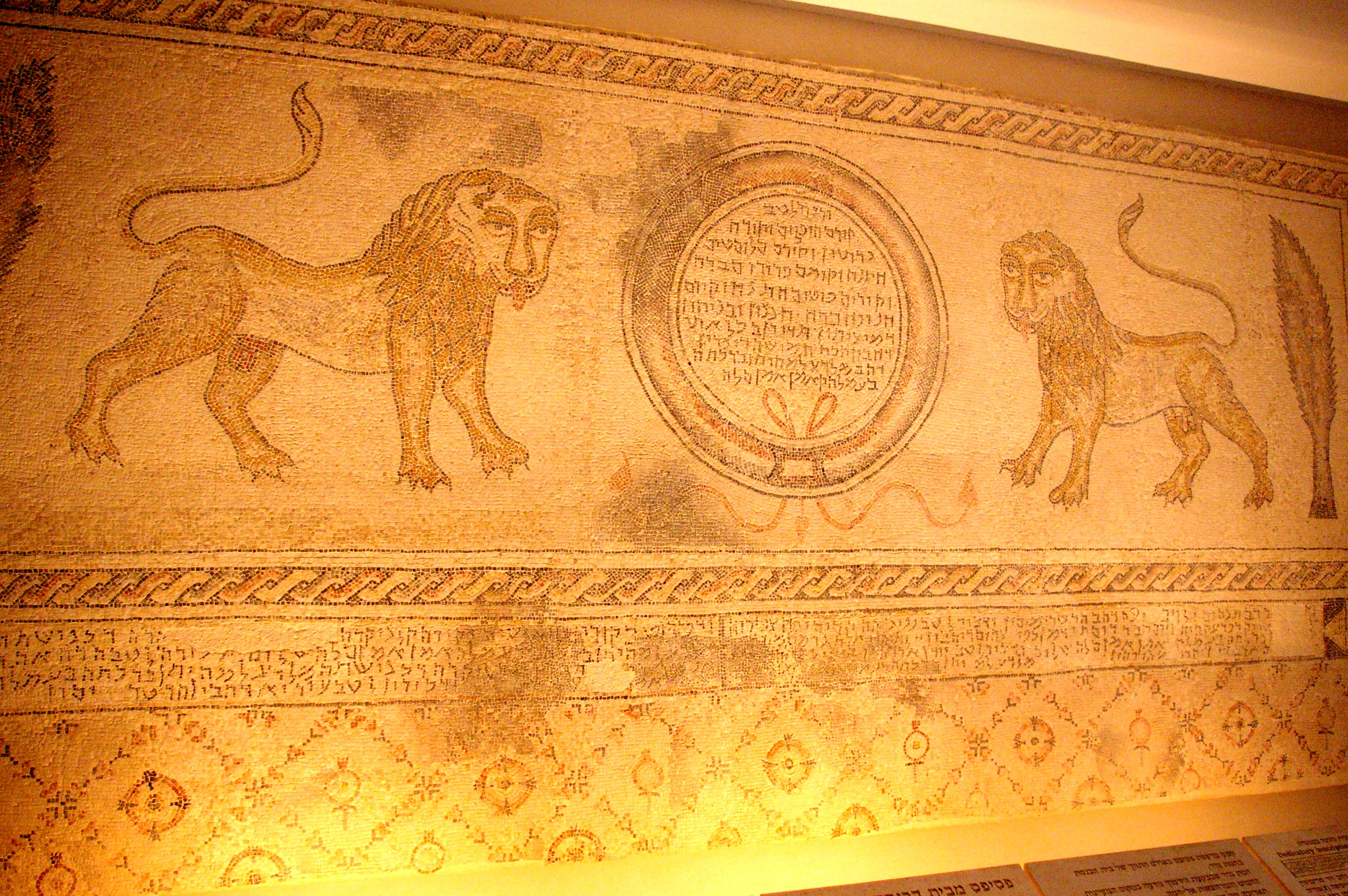
Sinagoga Mosaico da Hammat Gader, secoli V-VIII, conservata presso la Corte Suprema di Israele
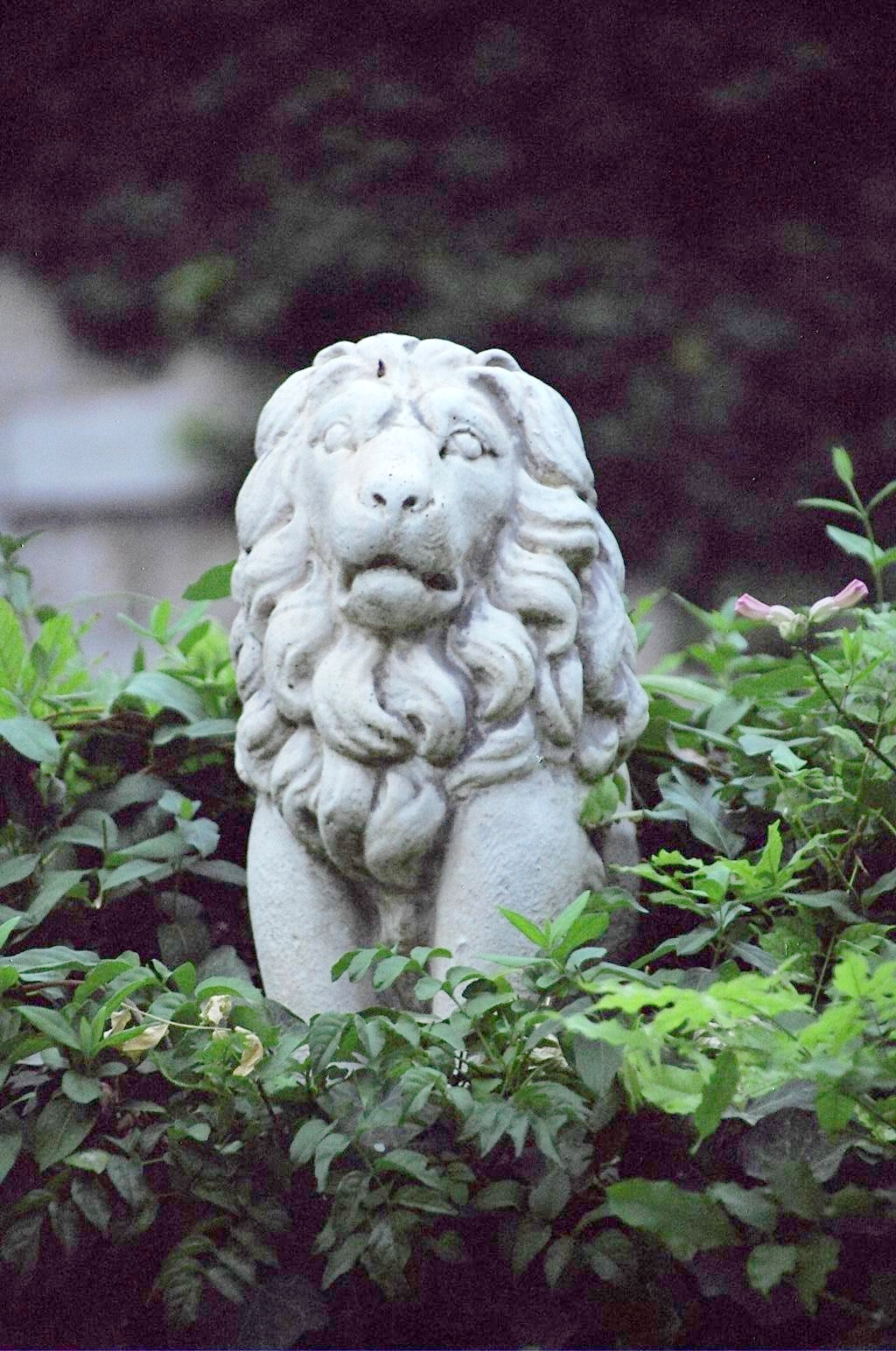
Colonia Greca
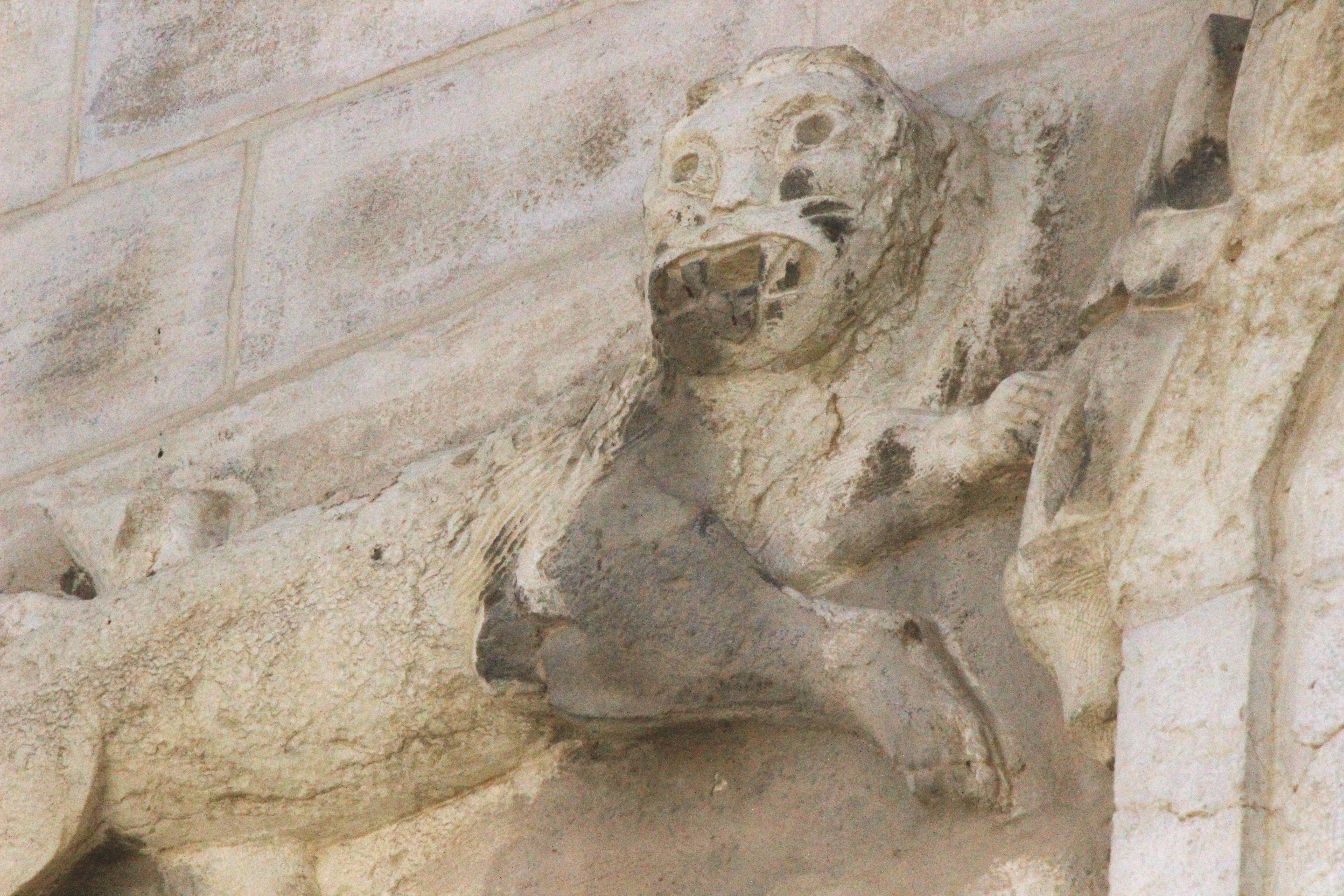
Chiesa del Patriarca
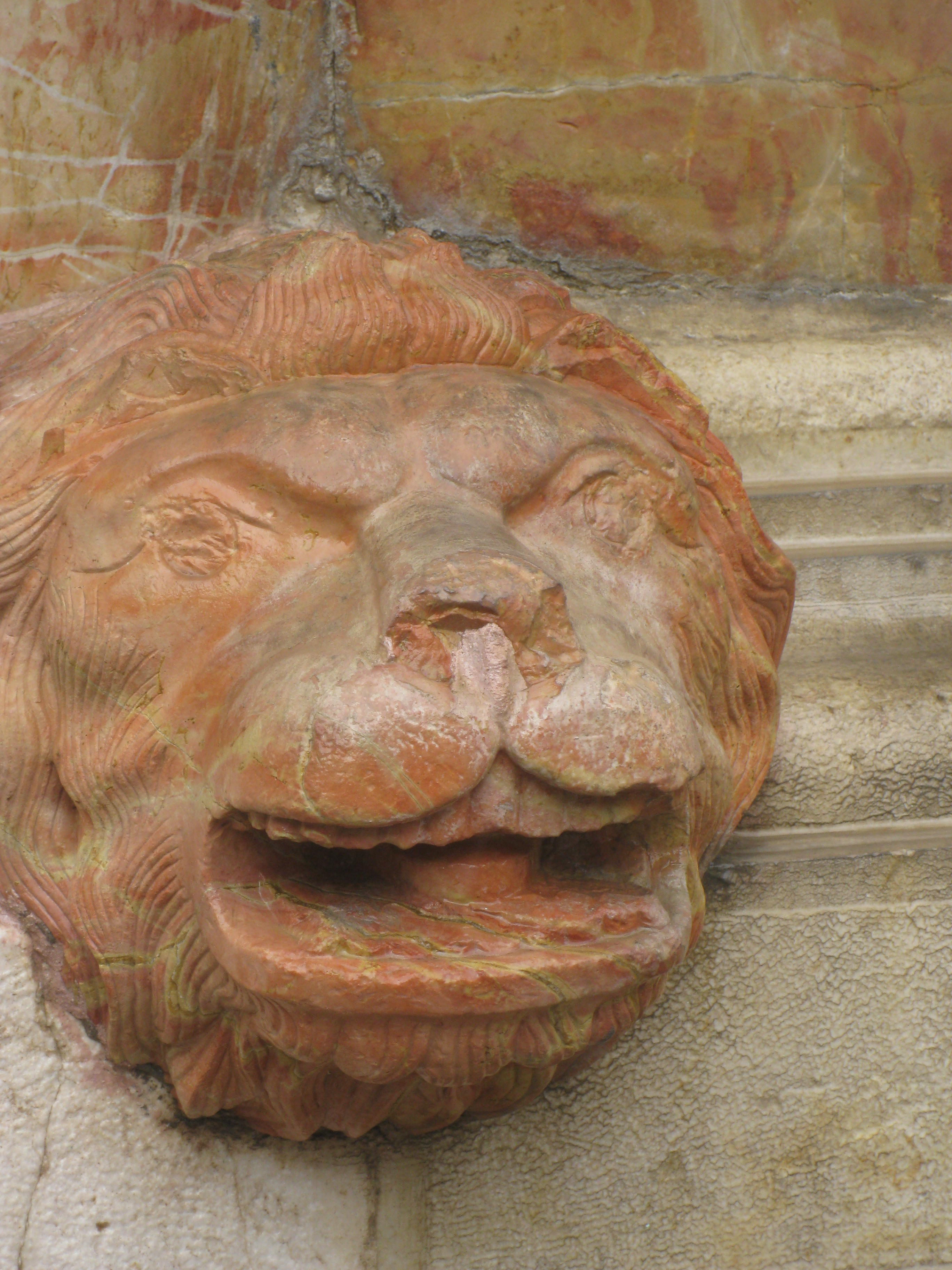
Il Muristan, quartiere cristiano, Città Vecchia
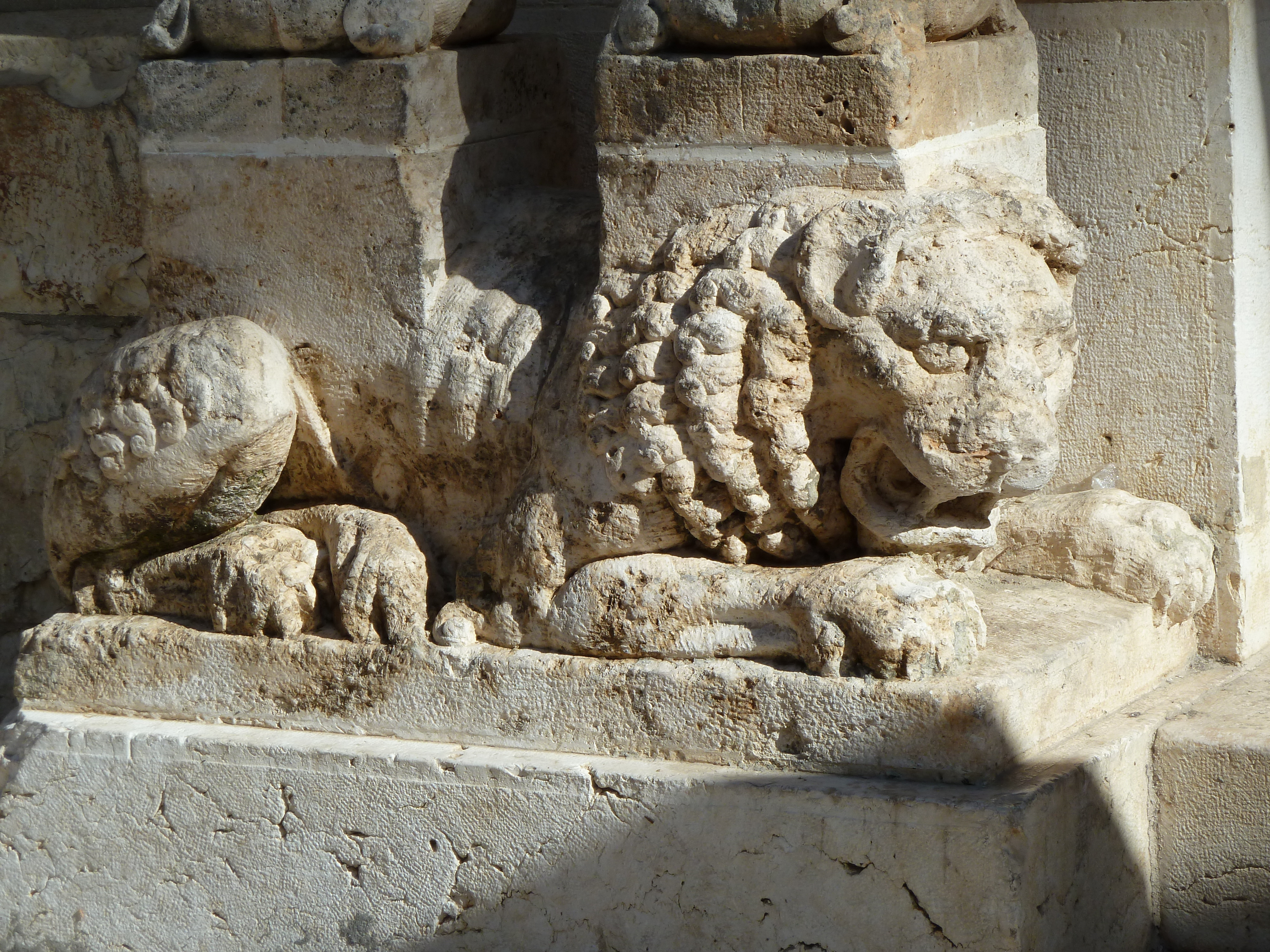
Chiesa del Redentore
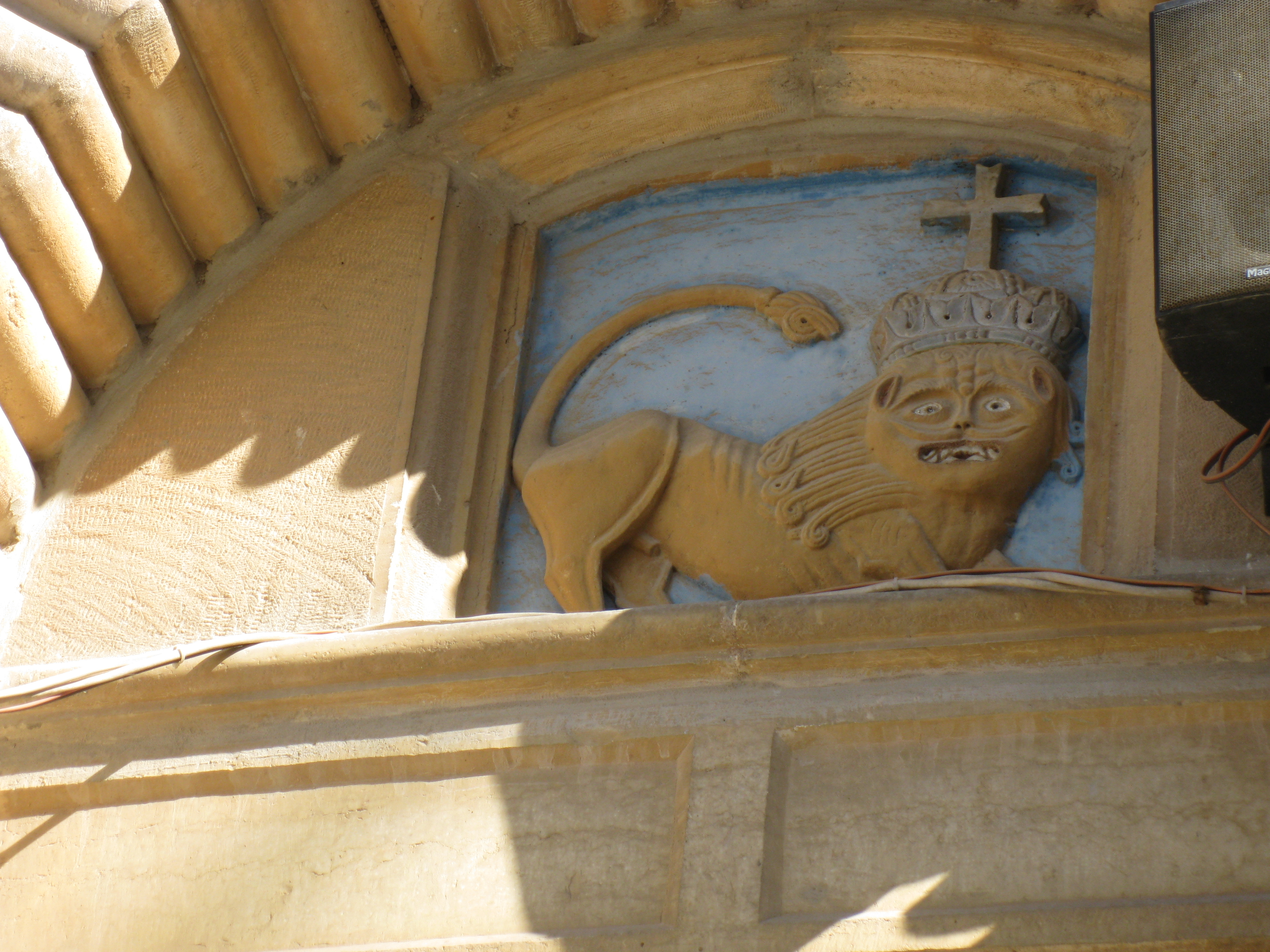
Chiesa etiopica
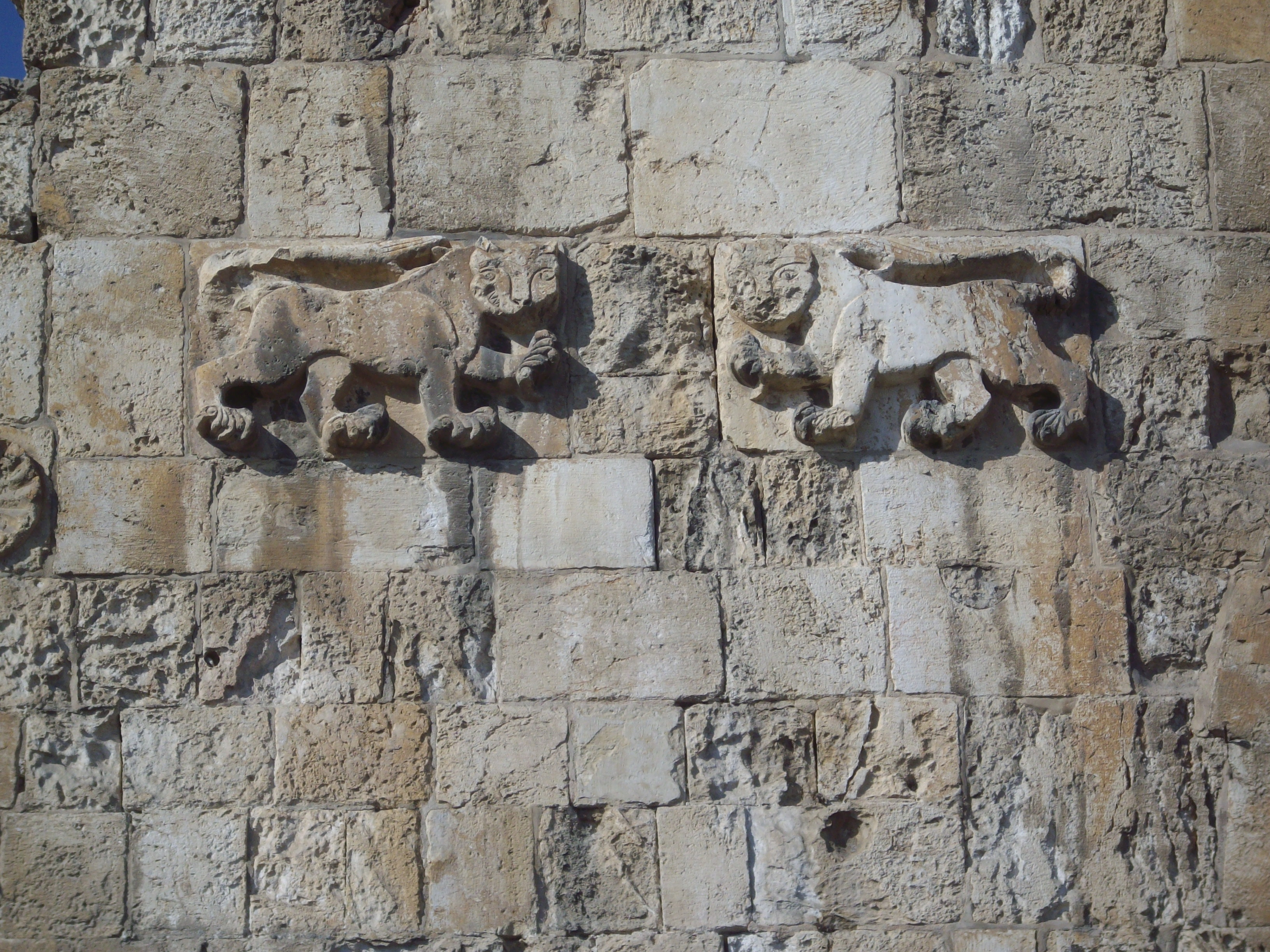
Lions Gate dettaglio in rilievo
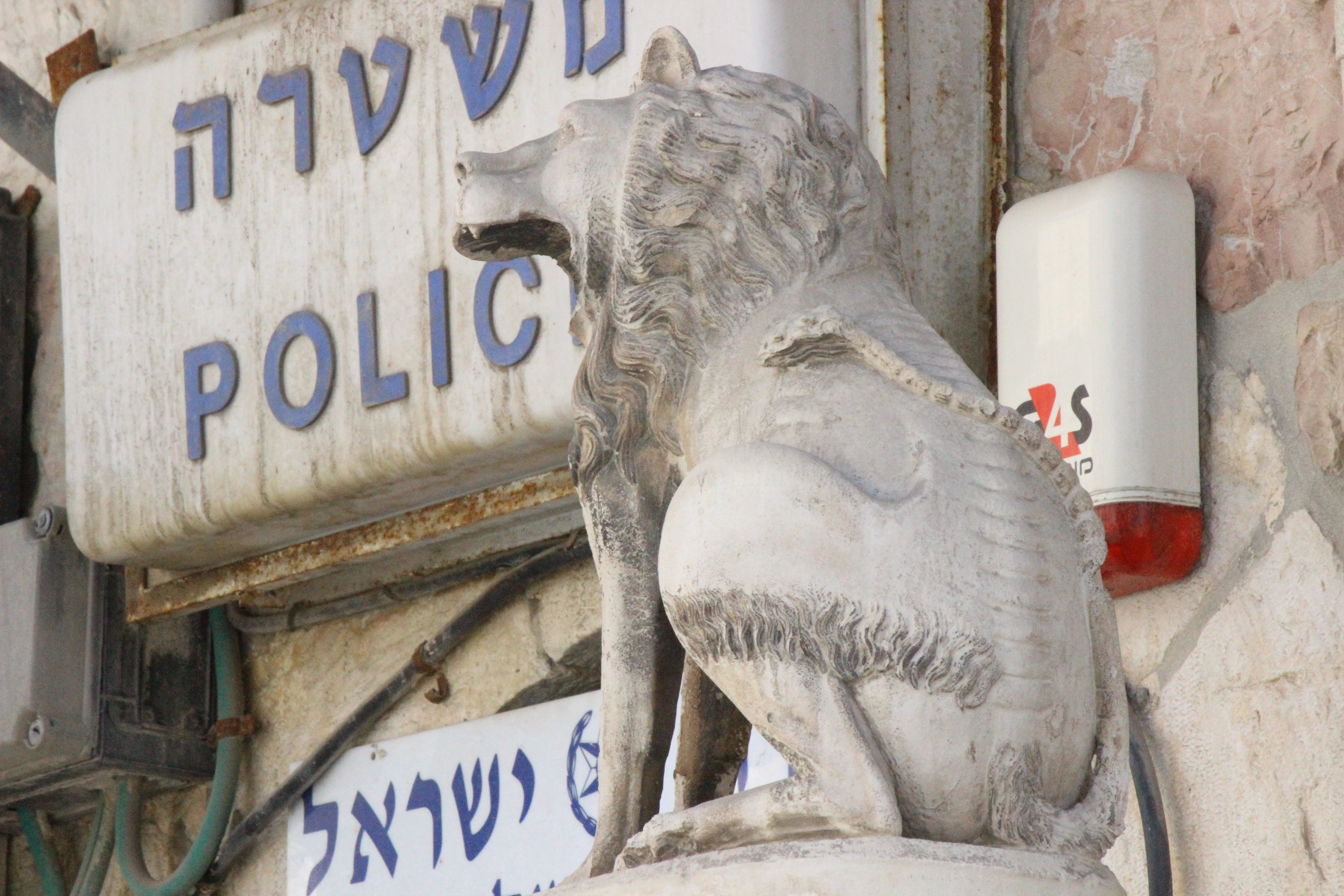
Residenza del console britannico, poi stazione di polizia; Simcha scultura Janower, XIX secolo
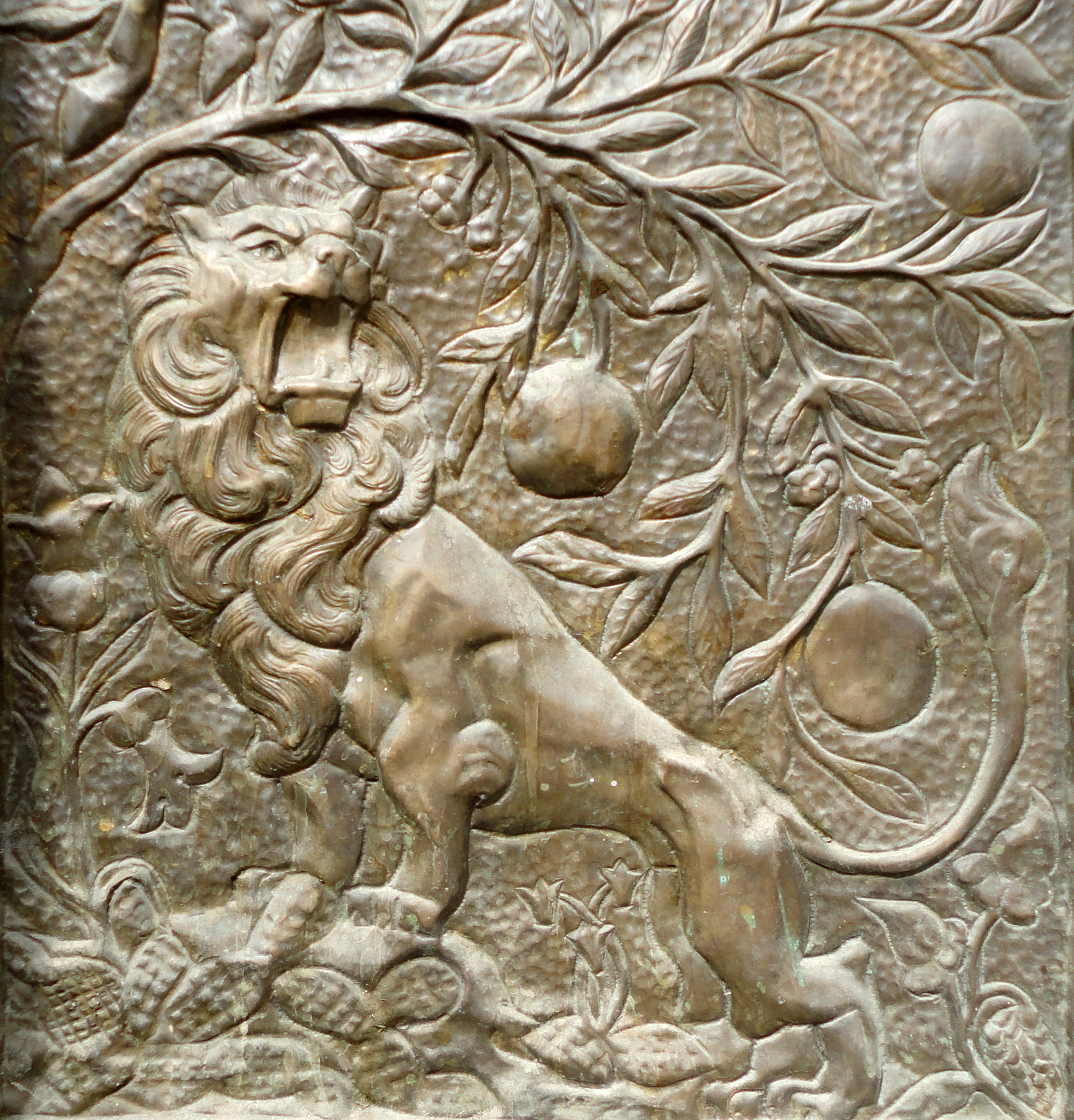
Ospedale Bikur Holim
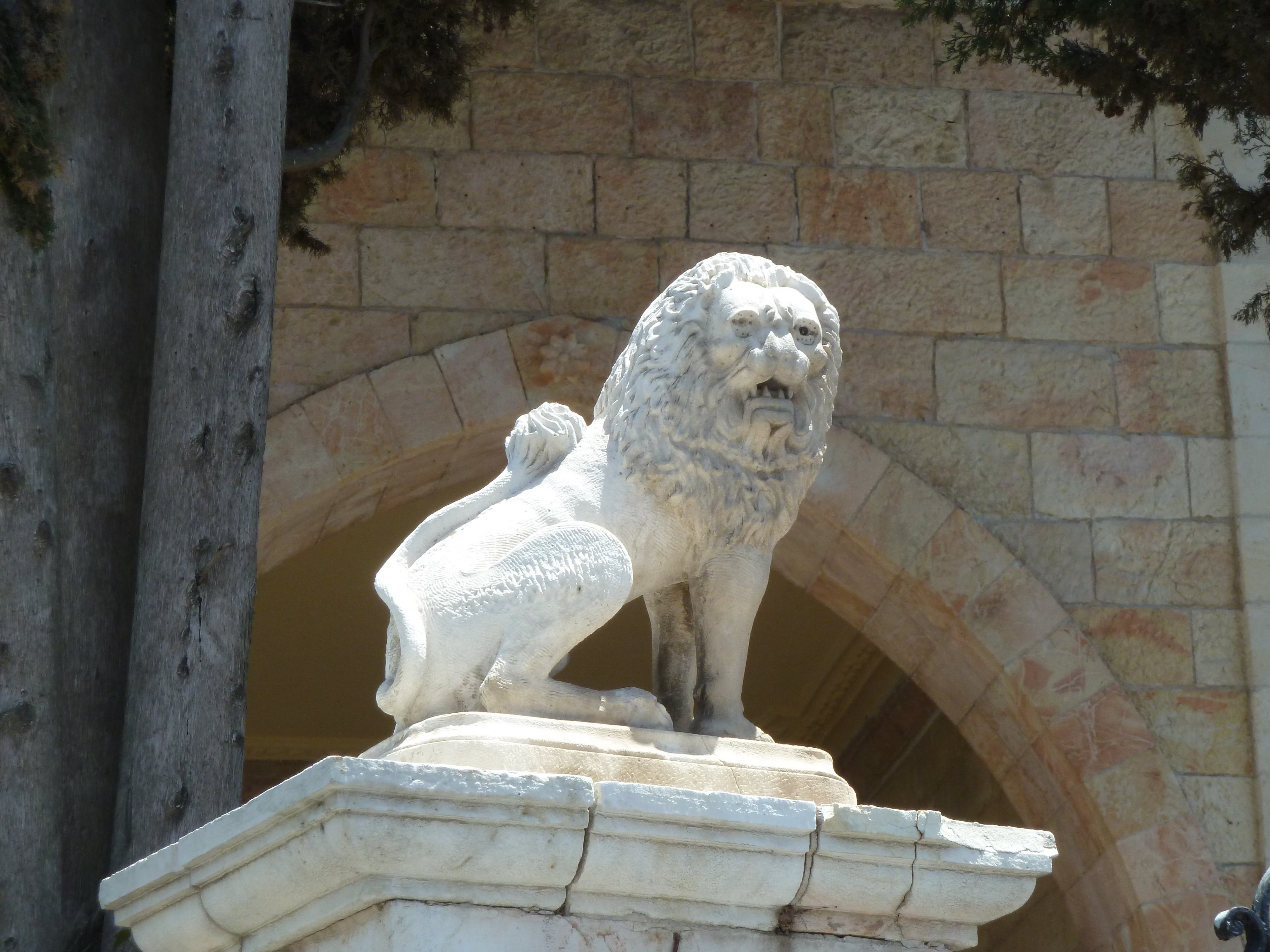
Mashiah Borchoff casa, poi il Banco Mercantil, 1908
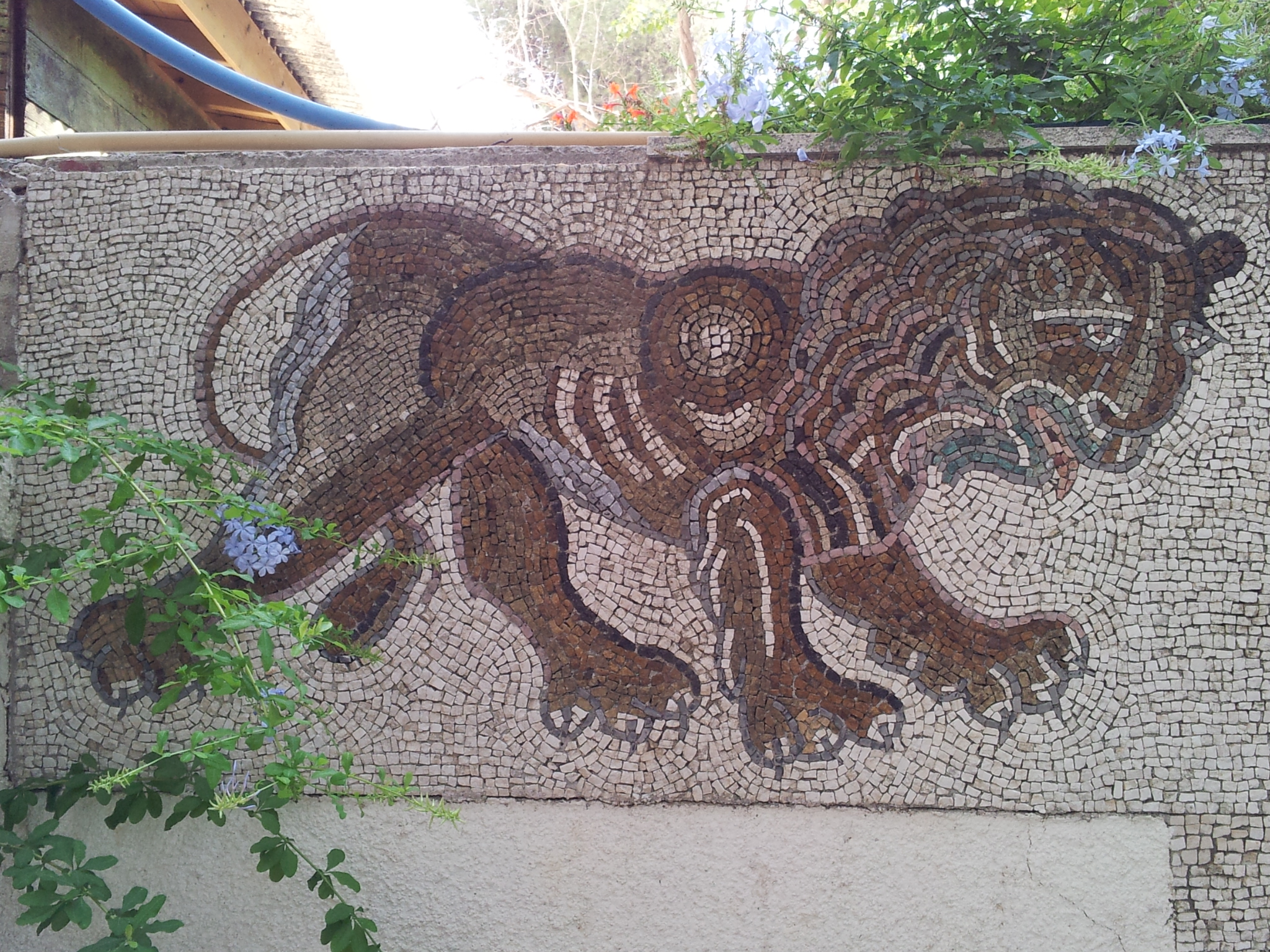
Yad Ben Zvi
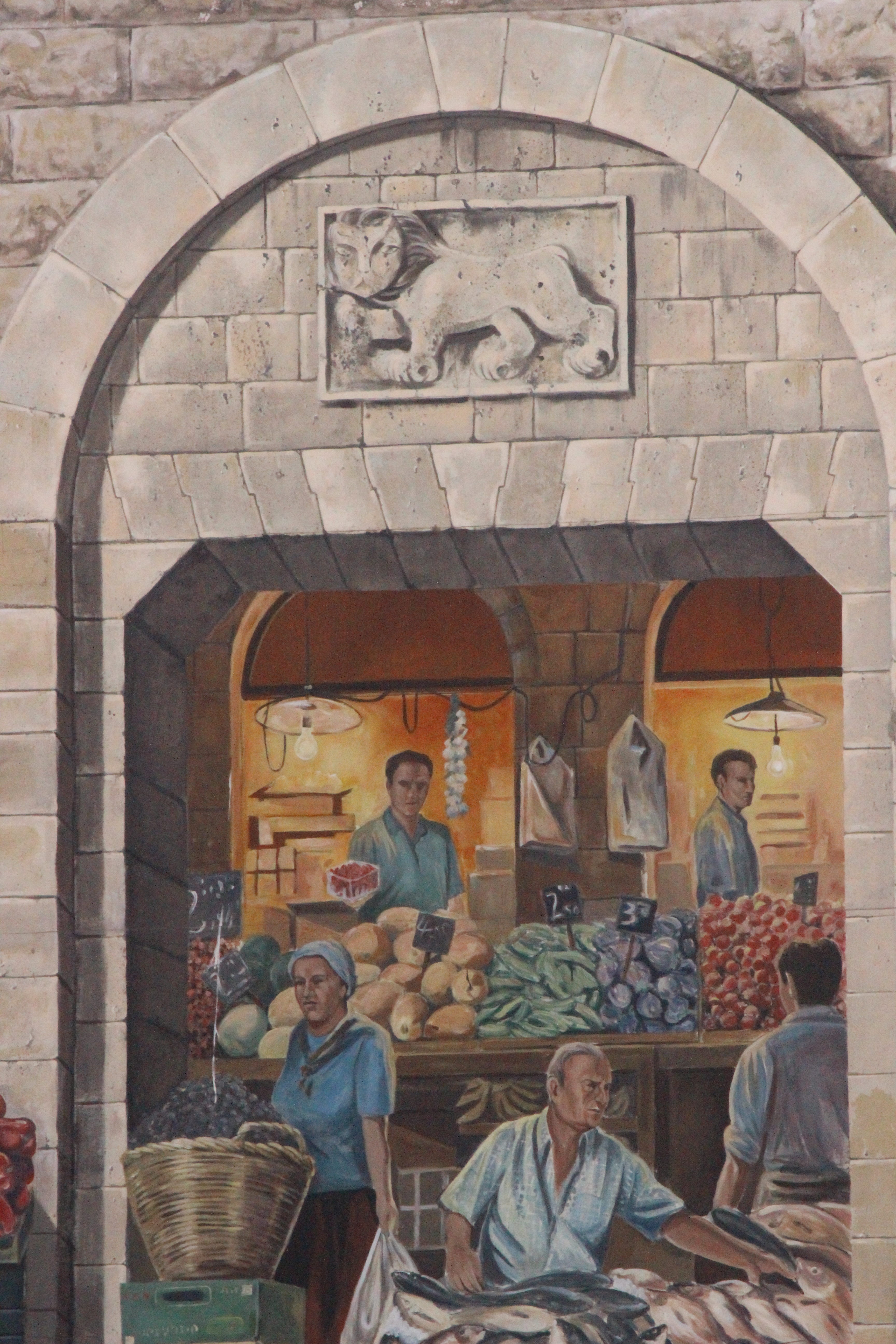
Mahane Yehuda Market, particolare della pittura murale, trompe-l'œil, c. 2000
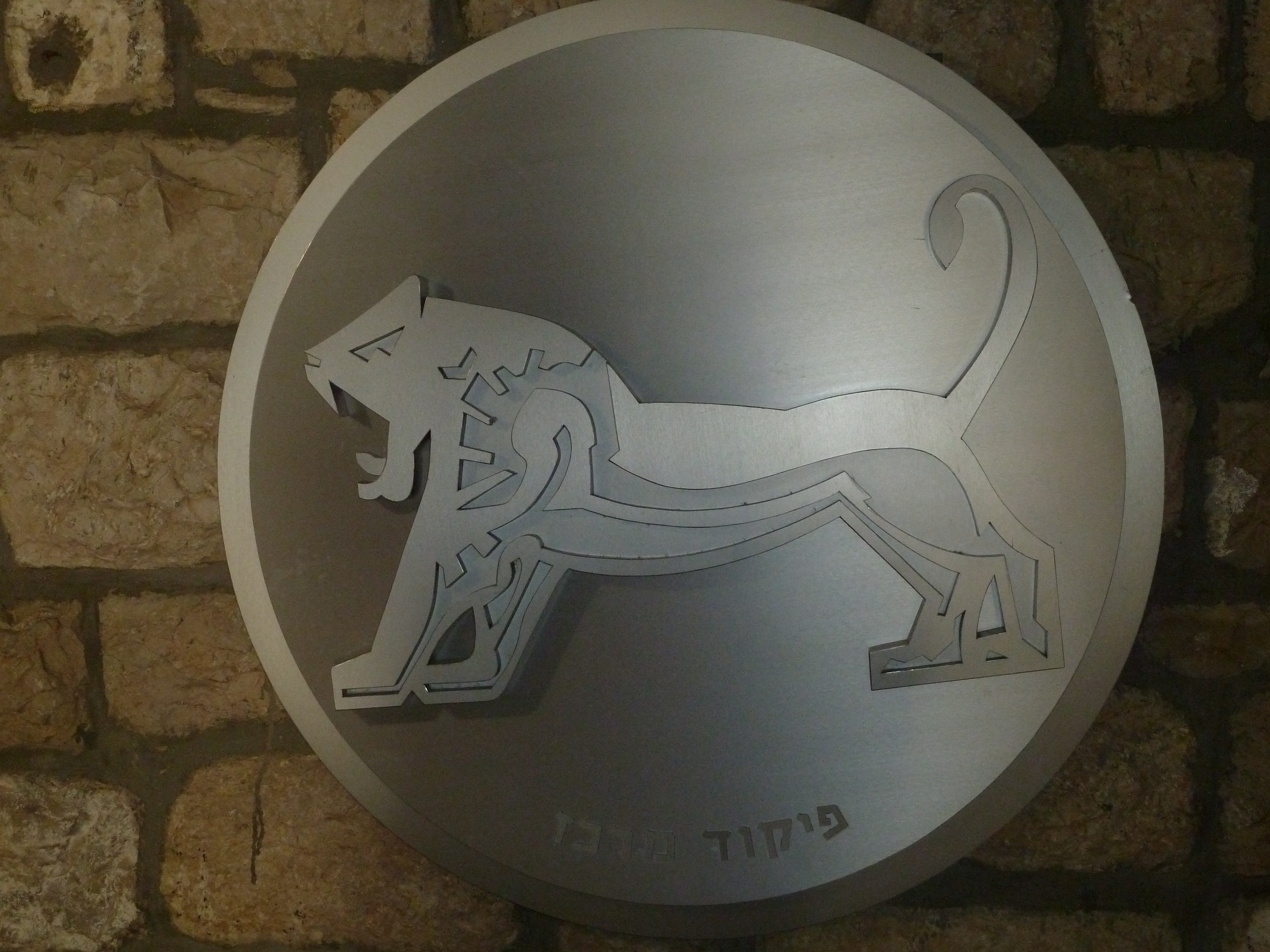
Logo in mostra nel 2011

## Altri utilizzi
Nell'araldica militare italiana il leone passante di Giuda, tenente nella branca destra una croce d'oro caricata del Cristo d'argento, è il simbolo concesso alle unità che hanno combattuto nella campagna d'Africa Orientale.